# Свято-Троицкий храм (Горыньград Первый)
 Свя́то-Тро́ицкий храм  — православный храм в селе Горыньград Первый Ровенского района Ровенской области.
Построен в 1812—1816 годах на средства князя Гавриила Александровича Святополк-Четвертинского. Капитально реконструирован и отреставрирован на средства Василия и Виталия Грицаков в 2009—2016 годах. Относится к Ровенской и Острожской епархии Украинской православной церкви (МП).

## История

### Первый храм
Согласно Ведомостей церквей города Ровно и Ровенского уезда от 1798 г. (Ф. Г. 639. — Оп. 2. — От. № 1, Ровенского государственного архива) в 1789 г. в местечке Горыньград была своя деревянная Троицкая церковь.
В результате второго и третьего разделов Речи Посполитой (в 1793 и 1795 гг.) м. Горыньград, как и вся Волынь, стало частью Российской империи, войдя в состав Волынской губернии Ровенского уезда Тучинской волости.
Именно в это время в м. Горыньграде на средства князя Гавриила Святополк-Четвертинского и прихожан был построен новый православный Свято-Троицкий Храм. После благословения Епископа Волынского и Житомирского Даниила (23 марта 1811 г.), каменную церковь строили с 1812 по 1816 гг. С 1815 г. в Горыньграде хранятся копии метрической книги и исповедные сведения.
Первым настоятелем Свято-Троицкого храма был отец Василий Семёнович Шушковский, которому в 1816 исполнилось 49 лет, дьяком — Михаил Зданевич (42 года). После смерти отца Василия Шушковского, настоятелем Храма назначен зять В. С. Шушковского Иван Иванович Опатович. Церковь имела значительные земельные владения. Об этом свидетельствует описание церковного имущества от 1835 г.: с десятины на огородные культуры, 45 дес. 1,30 саж. — Пахотные земли, 6 дес. 846 саж. — сенокос при р. Горынь, 1 дес. 1,266 саж. — На пасеку и другие земли (2 дес., 1953 саж.). Служители храма получали такую зарплату: священник — 300 руб., дьяк — 50 руб., пономарь — 38 руб., просвирня — 16 руб.
В Ведомостях церквей города Ровно и Ровенского уезда от 1891 г. (Ф. Г. 639. — Оп. 2. — От. № 58, Ровенского государственного архива) приводятся данные о церковно-приходской школе в м. Горыньград, которую открыли 12 февраля 1885 р. Она содержалась за счёт крестьян и церкви.

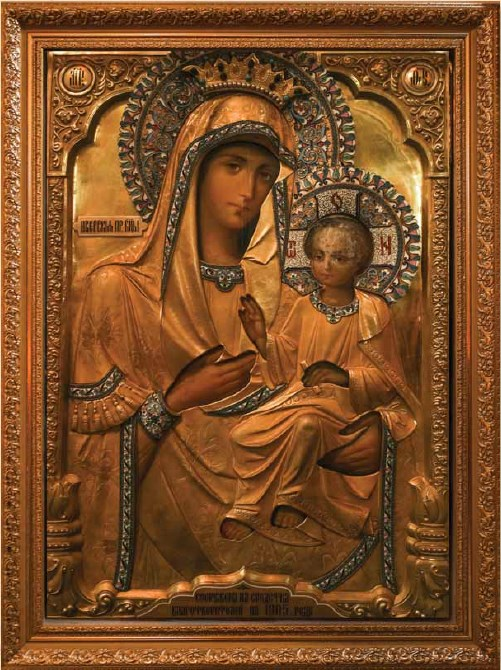
Чудотворная Иверская икона Божьей Матери со Святой Горы Афон. Подарена Свято-Троицкому храму в 1905 г. Вячеславом Селецким, бывшим канцелярским служителем Государственного банка Российской империи

В 1905 г. родной брат будущего настоятеля храма Сергея Селецкого Вячеслав, который тогда занимал должность канцелярского служителя Государственного банка Российской империи, подарил храму — Иверскую икону Божьей Матери, которая была написана и освящена на Святой Горе Афон в 1902 г., а её риза была создана на пожертвования благотворителей в 1905 р. Эта икона является одной из главных святынь современного храма в с. Горыньград Первый.
Во время гражданской войны через село проходили части немцев и большевиков. В доме священника С. Г. Селецкого останавливались руководители Первой конной армии С. Буденный и К. Ворошилов — о чем свидетельствуют записи в книге. Книгу передано позже в Волынский краеведческий музей (г. Луцк).
В польский период истории настоятелем был отец Сергей Селецкий, псаломщиком — Игнатий Горюн, а с 1924 г. церковным старостой — Фёдор Шевчук. Во владении церкви было 36 га земли, в том числе: 3 га — под усадьбой, 27 га — пашня, 6 га — сенокосы. Среднегодовой доход храма составил 1100 злотых. В течение 1925 и 1928 гг. — 19,25 га церковных земель захватила Польша.
В период немецко-фашистской оккупации богослужения в Свято-Троицком храме не прекращались. В это время настоятелем храма был назначен протоиерей Николай Тучемский, а викарием — священник Леонтий Матвийчук. Богослужение велось на украинском языке. Псаломщиком работал Николай Матвийчук, которого позже был осуждён большевиками. Позднее Н.Тучемский стал ректором Bолынской духовной семинарии (1945—1959). Он вошёл в историю Украинской Церкви как один из самых выдающихся представителей духовенства.
В начале 50-х гг. под руководством о. Леонтия Матвийчука началось перекрытие купола храма, однако дела он так и не успел завершить — 5 ноября 1952 г. священник умер.12 ноября того же года настоятелем был назначен Пётр Метельский. Более трёх десятилетий священник отдавал все свои силы горыньградцам, утверждая их в Святом Православии.

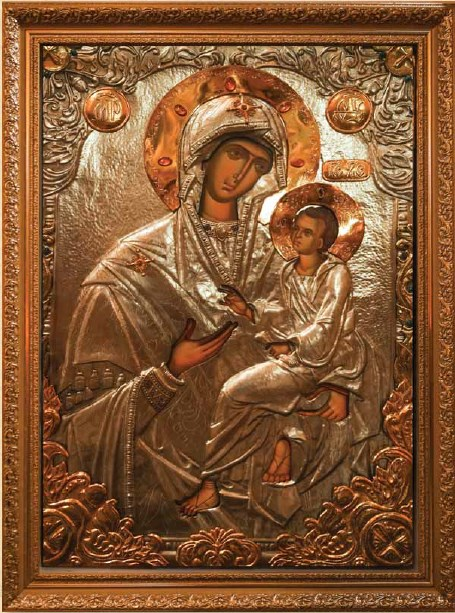
Чудотворная Икона Божией Матери Скоропослушница со Святой Горы Афон. Подарена храму в 2015 г. ктиторами Василием и Виталием Грицаками

С 1969 по 1971 гг. проведён ремонт храма. В 1968 г. проведено электричество, а 1971 р. территория вокруг церкви была ограждена металлической сеткой. В 1975 г. было восстановлено Плащаницу Божьей Матери и выполнено ряд других ремонтных реставрационных работ.
15 июля 1983 после смерти протоиерея Петра Метельского, настоятелем СвятоТроицкого храма, архиепископом Волынским и Ровенским Дамианом назначен Алексей Григорьевич Дячук. Более 30 лет о. А. Дячук — настоятель Свято-Троицкого храма, а его жена Мария выполняет функции дьяка. За эти годы под руководством отца Алексея сделано немало: газифицировано здание церкви, выполнено внешний и внутренний ремонт храма, изменено ограждение вокруг церкви, благоустроены сельские кладбища, восстановлены и приобретены церковный инвентарь, реконструировано колонну Божьей Матери.

### Современный храм
Идея полной реконструкции Свято-Троицкого храма и реставрации икон, иконостаса, художественной росписи на стенах храма принадлежит Николаю Ивановичу Грицаку, который в 2001 г. обсуждал её с настоятелем храма отцом Алексеем. В то время протекала кровля, плохо работало отопление, подвергались разрушению иконы из-за перепадов температуры, особенно зимой. Колокольня, которая фактически не претерпела капитального ремонта, с момента открытия храма, почти разрушилась и была в аварийном состоянии.
11 июня 2001 г. Грицак Н. И. ушёл из жизни. На годовщину памяти Николая Ивановича в 2002 г. состоялась встреча отца Алексея с братьями Грицаками, где было решено начать подготовительный этап для реконструкции и реставрации храма. В конце 2008 г. был разработан проект реконструкции и реставрации, который был согласован с Ровенской епархией и Митрополитом Варфоломеем. Весь комплекс работ по реконструкции и реставрации храма, возглавил известный строитель Ривненщины Игорь Давидчук.
Строительно-монтажные работы начались в марте 2009 г. Непосредственно проведением работ занимался прораб Шарапа Богдан Денисович. Прежде всего было выполнено усиление фундаментных конструкций путём локального бетонирования, заменены оконные блоки. После этого был возведён сплошную систему внутренних лесов, после чего начались ремонтные работы крыши. Были полностью изменены все деревянные конструкции и устроен комплекс тепло-, влаго- и пара изолирующих мероприятий, а также установлено наружное покрытие письмами с гальванической позолотой.

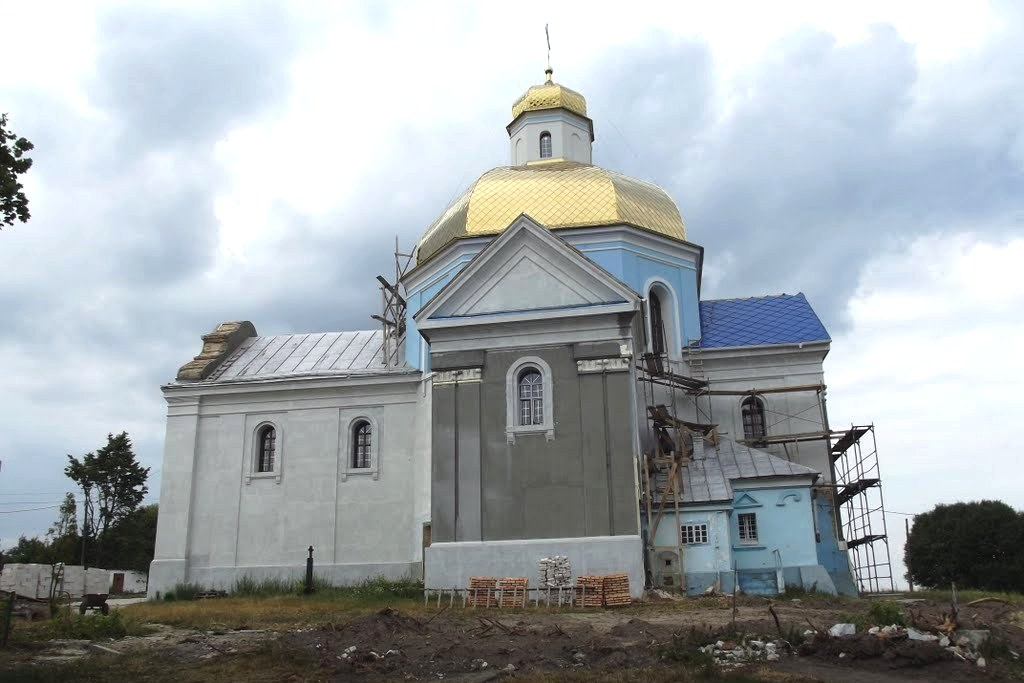
Свято-Троицкий храм во время реконструкции

Внутри вся внутренняя штукатурка была отреставрирована. Больше всего времени заняло восстановление внутренней росписи храма. Ещё одним существенным шагом улучшения работы храма было обеспечение храма новыми системами водопровода и канализации, а также устройства отопления с автономной котельной, что позволило создать комфортные климатические условия внутри храма и устроить качественную керамогранитной пол с подогревом, срок службы которой не менее 50 лет.
Были устроены системы автономного энергообеспечения храма, наружного освещения, благоустройства внутренней и внешней территории. Сводная колокольня и устроены места для отдыха людей.
Кроме того, фасад храма был украшен современной высококачественной паропроницаемой силиконовой системой утепления, которая позволяет стенам дышать и выводит влагу за пределы стен.
Подготовку проекта по реставрации иконостаса и все художественные работы было поручено художнику и реставратору Владимиру Трофимчук и его жене Людмиле — жителям с. Котов Ровенского района, которые имели большой опыт таких реставрационных и художественно-отделочных работ в Ровенской, Волынской и многих областях Украины и Российской Федерации. Было принято решение, о сохранении всех элементов старинного иконостаса, росписи стен, потолка, старинных икон. Также большой вклад в сохранение истории Свято-Троицкого храма внёс уроженец Горыньграда Первого Анатолий Похилюк — фотохудожник и краевед.
Все финансирование строительно-монтажных и отделочных работ взяли на себя братья Василий и Виталий Грицаки. На территории храма было выкорчеваны все деревья, которые закрывали храм, поскольку они были трухлявые и была большая вероятность их падения на стены храма. Значительную роль во внешнем виде храма сыграло установление дополнительных позолоченных куполов, а также замена креста на центральном куполе.
Основные строительно-монтажные работы были закончены на протяжении 2012 г. Во время реконструкции использовались новейшие технологии и качественные строительные материалы. 21 сентября 2012 обновлённый храм был открыт с участием православных священнослужителей Украины, народных депутатов Украины, руководителей области и района. В результате, в течение четырёх лет капитально улучшен внешний вид, были реставрированы все иконы и внутреннее убранство, установлен памятник князю Гавриилу Четвертинскому и выпущена книга о Свято-Троицком храме (2016).

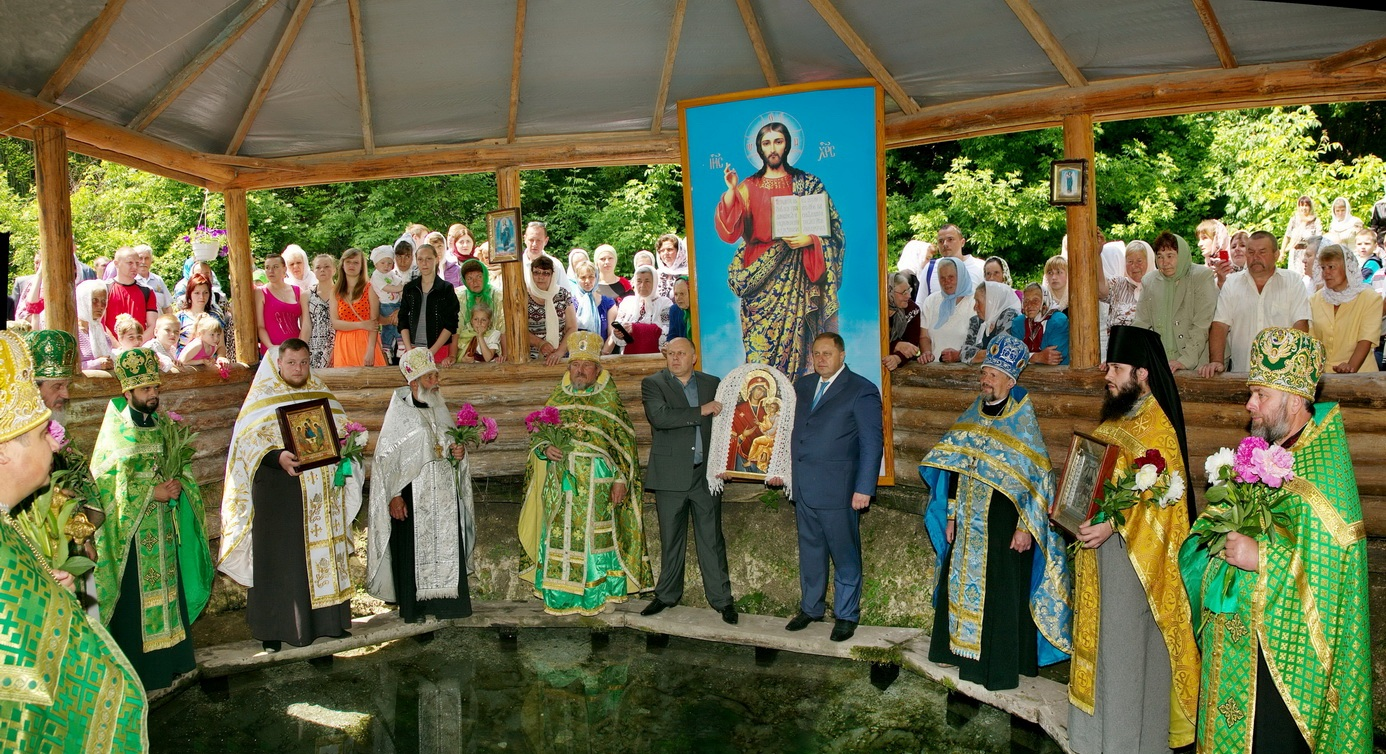
Праздничная служба возле Источника Святой Троицы с. Горыньград Первый

В 2014 г. на праздник Святой Пасхи, Василий Грицак совершил визит на Святую Гору Афон в Греции, где настоятель монастыря Дохиар архимандрит Григорий (Зумис) дал благословение на написание святой иконы «Скоропослушница» для Свято-Троицкого храма. Оригинальная святая икона находится в монастыре Дохиар. В мае 2015 икона была уже написана и освящена архимандритом Григорием вместе с братией монастыря. В День Святого Духа икона «Скоропослушница» была внесена в Свято-Троицкий храм. На службе было около 2 тыс. человек, которые приложились к чудотворной иконе.
Вблизи храма находится известный своими целебными свойствами — источник Святой Троицы, которое был открыт ещё в 1816 г., но также был полностью отремонтирован в процессе комплексной реставрации храма. Согласно результатам гидрохимического анализа лаборатории мониторинга вод и почв Ровенского областного управления водного хозяйства вода источника обладает следующими показателями: Ph — 6,89; хлориды, мг/дм3 — 4,96; щёлочность, мг-экв/дм3 — 7,5; жёсткость, мг-экв/дм3 — 6,3; кальций, мг/дм3 — 90,18; магний, мг/дм3 — 21,89; железо, мг/дм3 — 0,008.
Сейчас в состав прихода Свято-Троицкого храма входят села: Горыньград Первый, Горыньград Второй и Рысвянка. В селах Микулин и Котов в 1998 и 1999 гг. были построены свои храмы.

## Архитектура, убранство

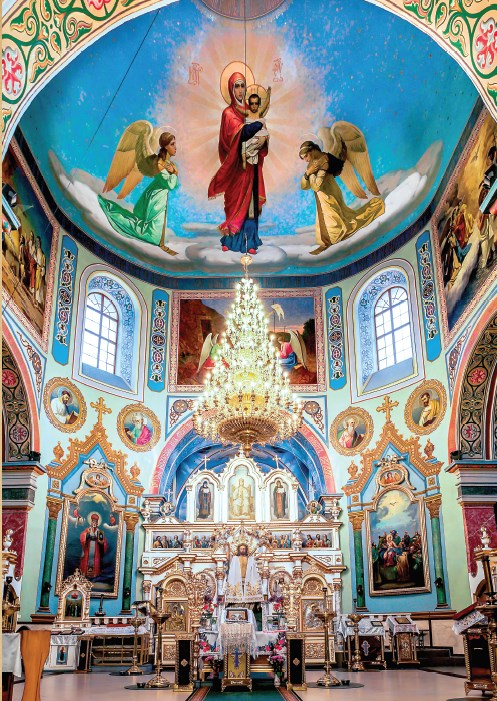
Центральная часть Свято-Троицкого храма с. Горыньград Первый

Храм построен в стиле Александровского классицизма, который сформировался в предвоенное время в 1800—1812 годах. Для этого стиля характерна строгость линий, монументальность и величественность образов, простота и ясность силуэта.
В соборе имеются три престола: главный — Святой Троицы, и боковые — во имя святителя Николая Чудотворца и в честь Рождества Пресвятой Богородицы.
Главные реликвии Свято-Троицкого храма — это Чудотворные иконы Иверской иконы Божьей Матери и Икона Божией Матери Скоропослушница со Святой Горы Афон (подробнее см. раздел «История»), которые размещены в центральной части иконостаса.
Среди других реликвий храма необходимо отметить Почаевскую спускную икону главного иконостаса, которую принесли верующие крёстным ходом в Свято-Троицкий храм из Свято-Успенской Почаевской Лавры в 1910 г. Также Почаевские иконы Спасителя и Божьей Матери, написанных и освящённых в Свято-Успенской Почаевской Лавре в 1831 г. и Икона Божией Матери Скоропослушница с Горы Афон.
Кроме того, в храме сохранились исторические иконы и предметы религиозного культа: парные иконы Спасителя и Богородицы (XIX в.), Икона Божией Матери Неопалимой Купины (50-е годы XX в.), икона Господа Вседержителя, икона Святителя Николая Чудотворца, икона Святого Василия Великого, икона преподобного Антония Дымского с частицей мощей, икона священномученика Владимира (Богоявленского) — Митрополита Киевского и Галицкого с частицей мощей, икона преподобных Онуфрия Великого и Петра Афонского с частицами мощей, икона преподобного Арсения Коневского с частицей мощей, иконы преподобного Иова Почаевского и Федора князя Острожского, Икона Великомученика Димитрия Солунского, старинный антиминс (1794 г.) и Святые Плащаницы (XIX и XX вв.).
По стенам размещены картины-иконы на честь:
- Образа «Сошествие Святого Духа»;
- «Святителя Николая Мирликийского»;
- Святых равноапостольных Кирилла и Мефодия и Святого равноапостольного князя Владимира (создана на средства Василия Артюха в 1897 г.);
- «Святая Троица» (в новозаветной концепции);
- Святых первомученика архидиакона Стефана и архидиакона Лаврентия;
- Святителя Феодосия- архиепископа Черниговского;

а также лики:
- Пророчицы Анны;
- Преподобного Виталия;
- Святого Иоанна Златоуста;
- Святой Марии Магдалины;

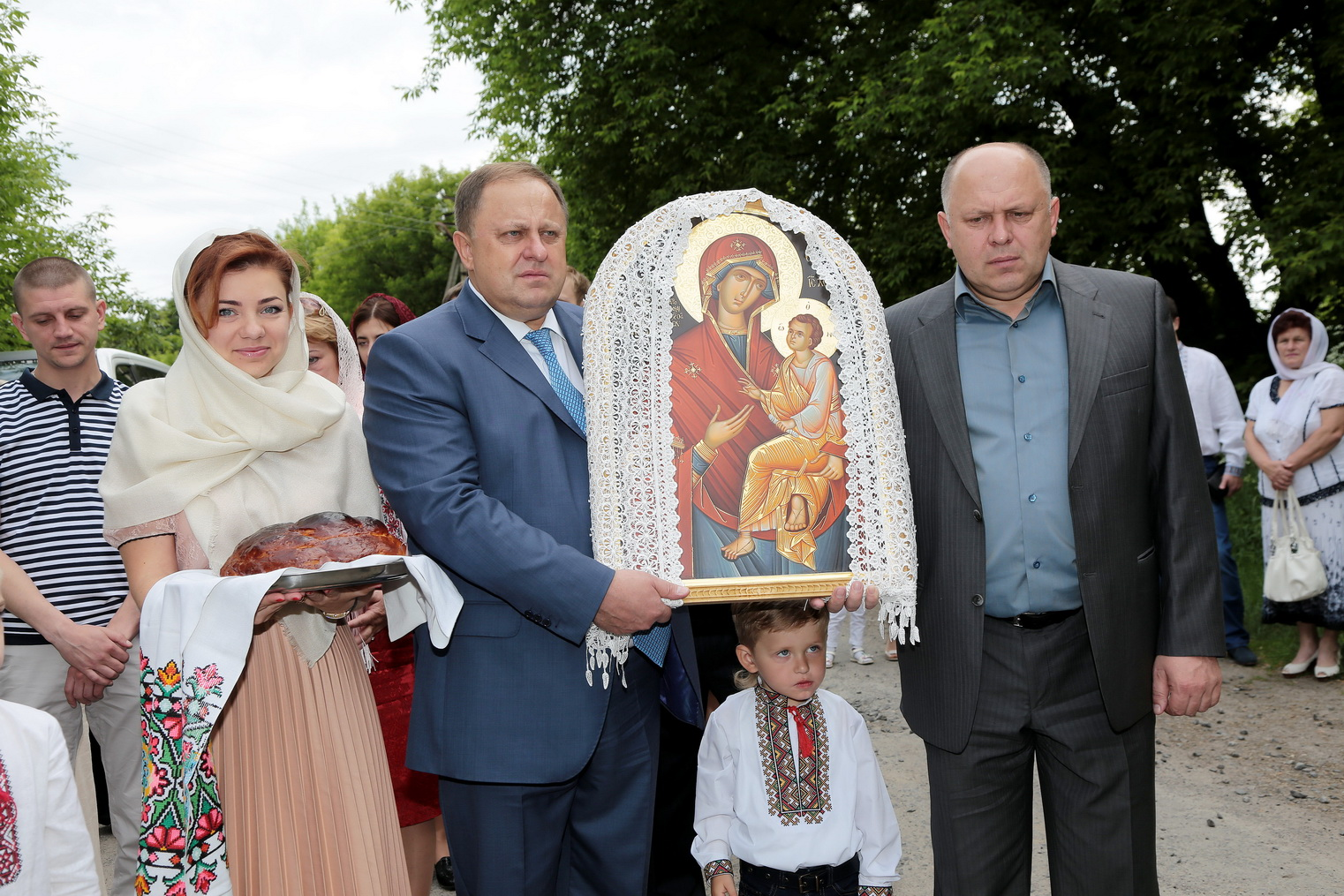
Ктиторы храма Василий и Виталий Грицаки с иконой Божией Матери Скоропослушница с Горы Афон

- Святого Преподобного Феодосия Печерского;
- Святителя Василия Великого;
- Святой великомученицы Екатерины.

В рамках реконструкции храма 2009—2016 гг., во дворе был установлен памятник князю Гавриилу Святополк-Четвертинскому — основателю Свято-Троицкого храма. Кроме того, капитально реконструированы Памятный знак к 2000-летию Рождества Христова и могила бывшего настоятеля храма И. Опатовича и его семьи.

## Настоятели храма
| Даты             | Настоятель                   |
| ---------------- | ---------------------------- |
| 1816—1827        | Протоиерей Иоанн Шушковский  |
| 1827—1859        | Протоиерей Иоанн Опатович    |
| 1859—1883        | Протоиерей Иосиф Опатович    |
| 1883—1907        | Протоиерей Леонтий Туркевич  |
| 1907—1940        | Протоиерей Сергий Селецкий   |
| 1942—1944        | Протоиерей Николай Тучемский |
| 1944—1952        | Протоиерей Леонтий Матвийчук |
| 1952—1983        | Протоиерей Пётр Метельский   |
| 1983 — и по н.в. | Протоиерей Алексей Дячук     |

## Фотогалерея

Свято-Троицкий храм с. Горыньград Первый
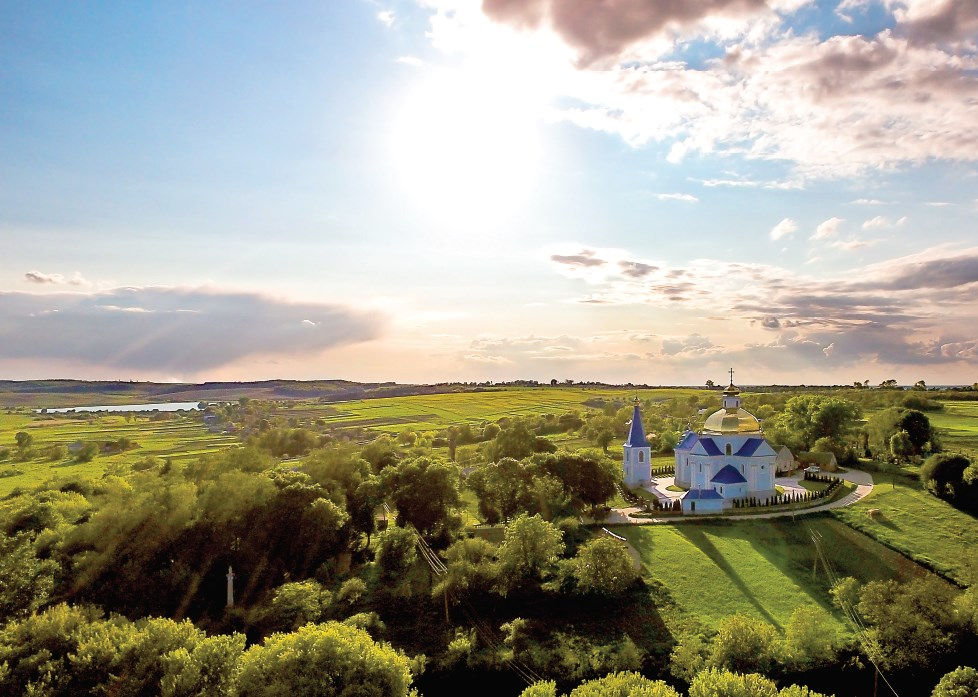
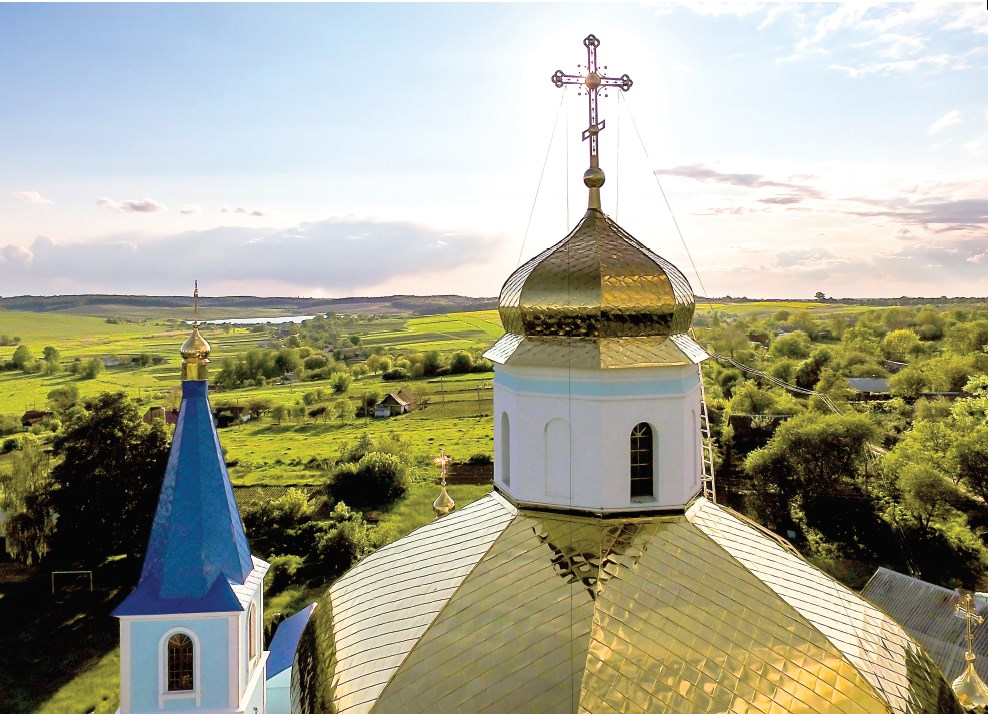
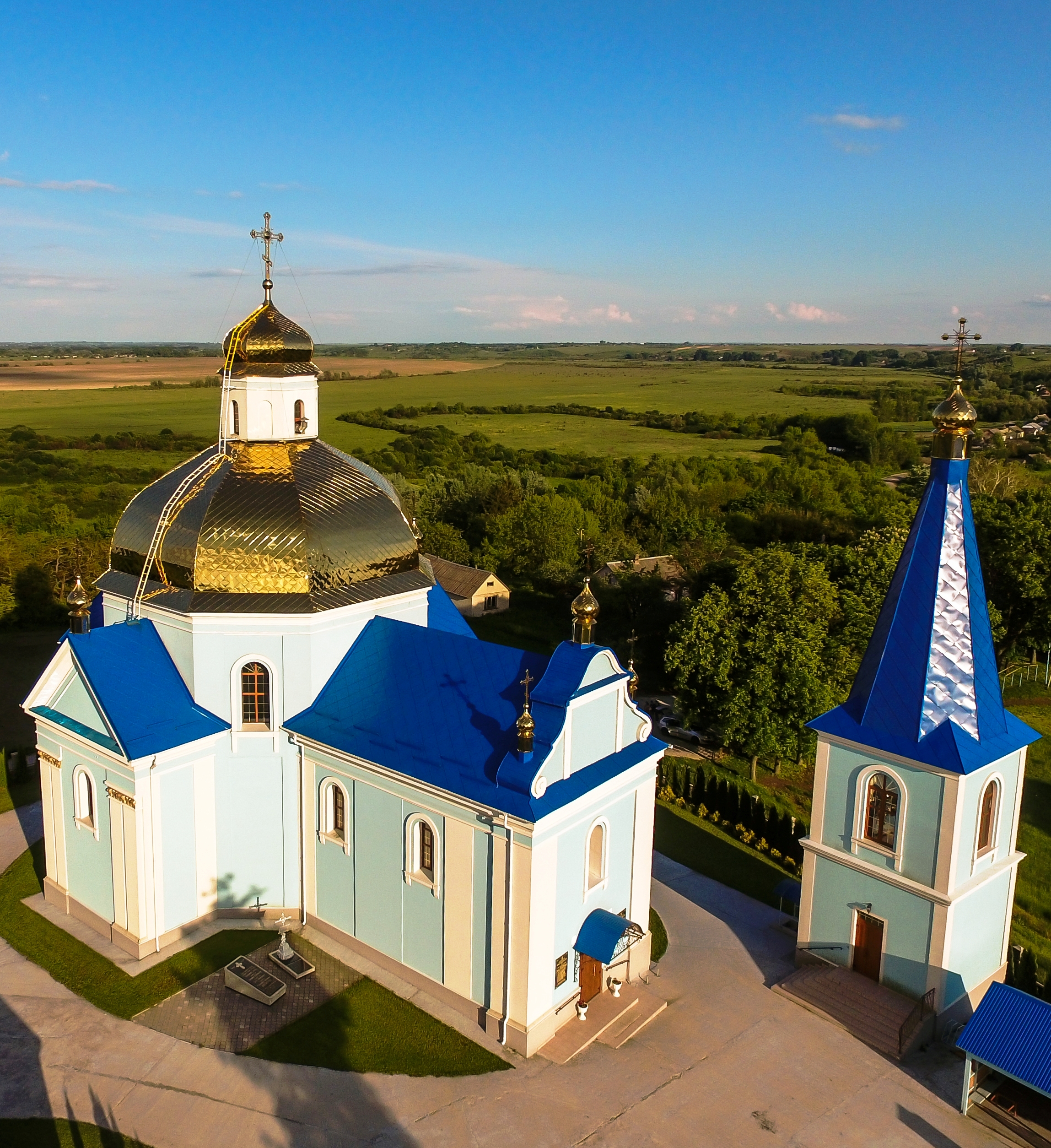
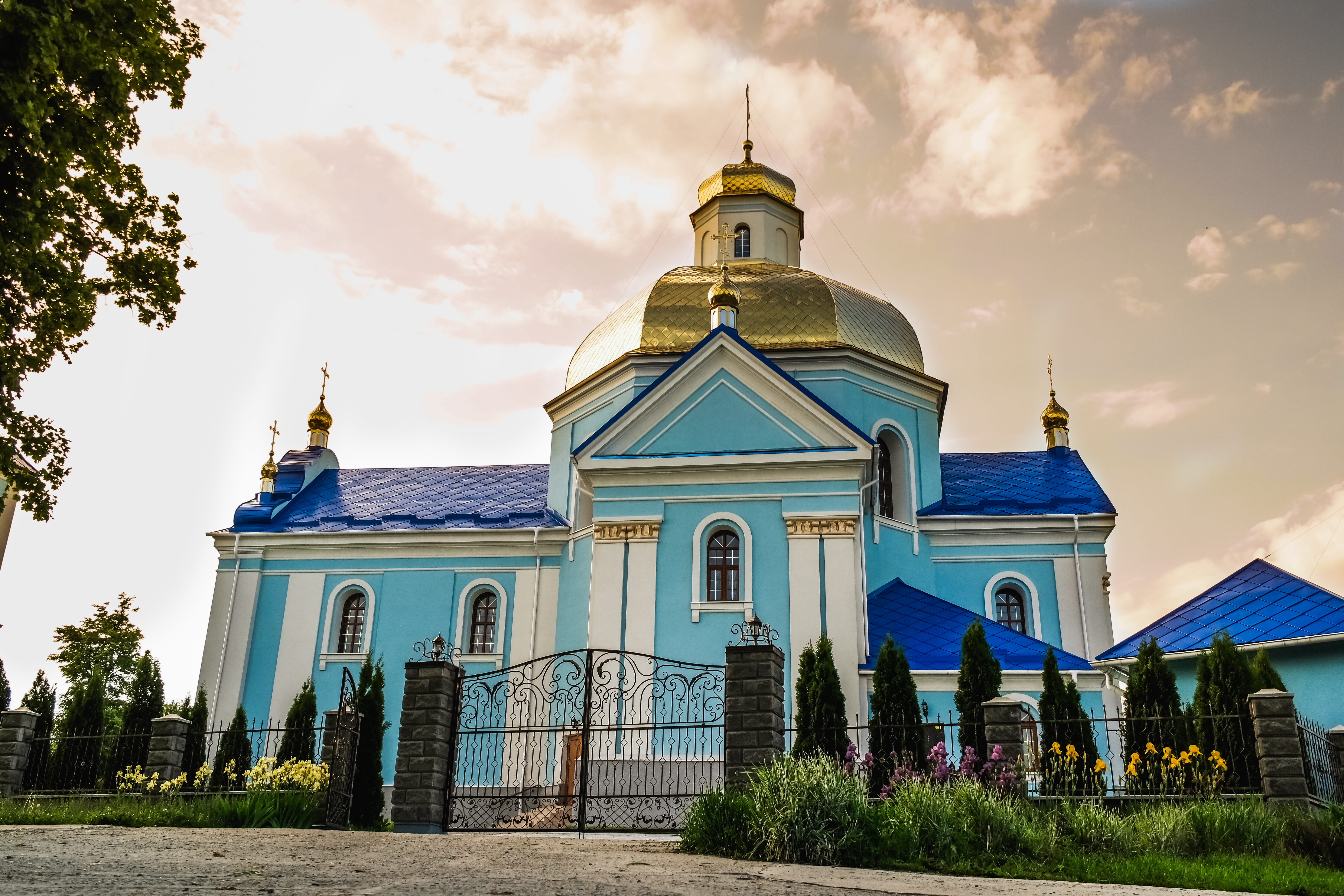
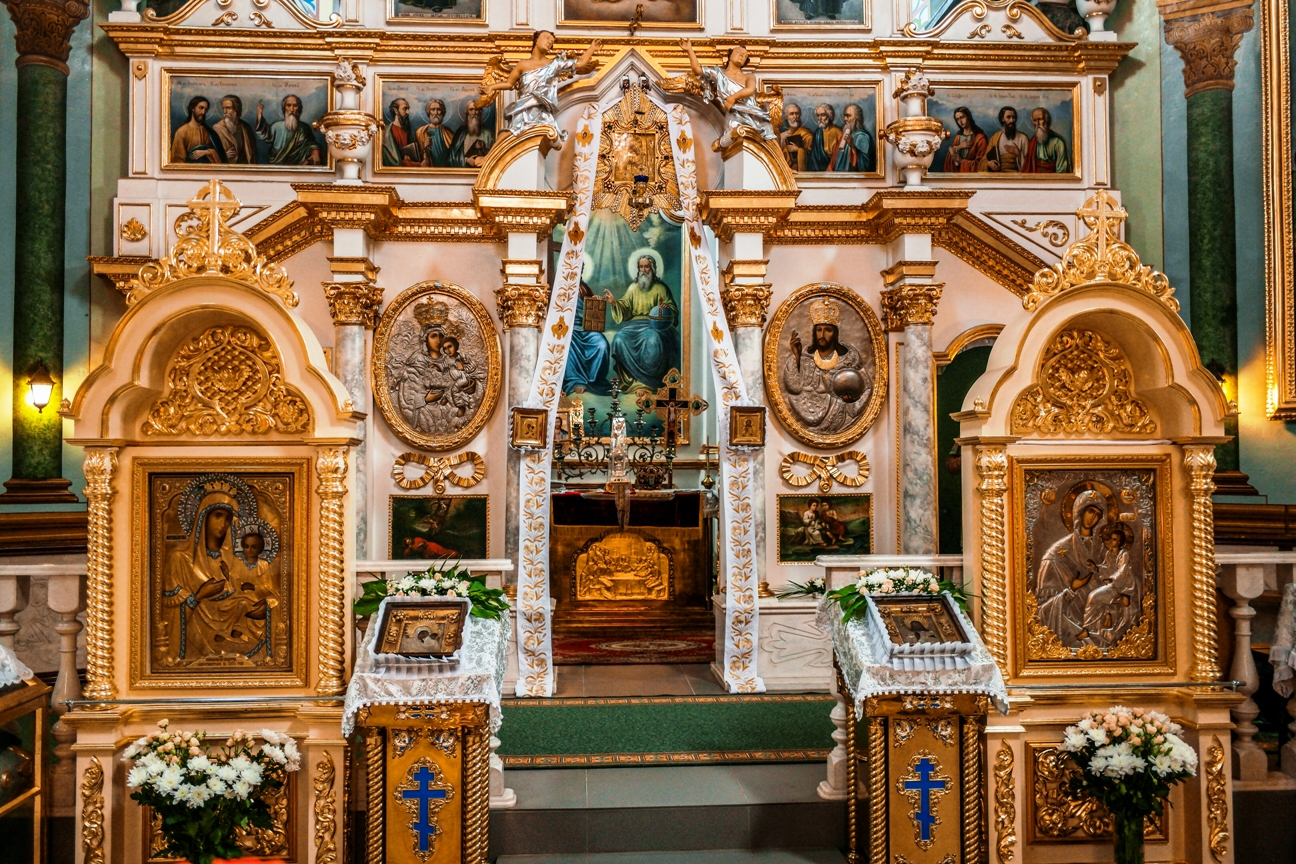
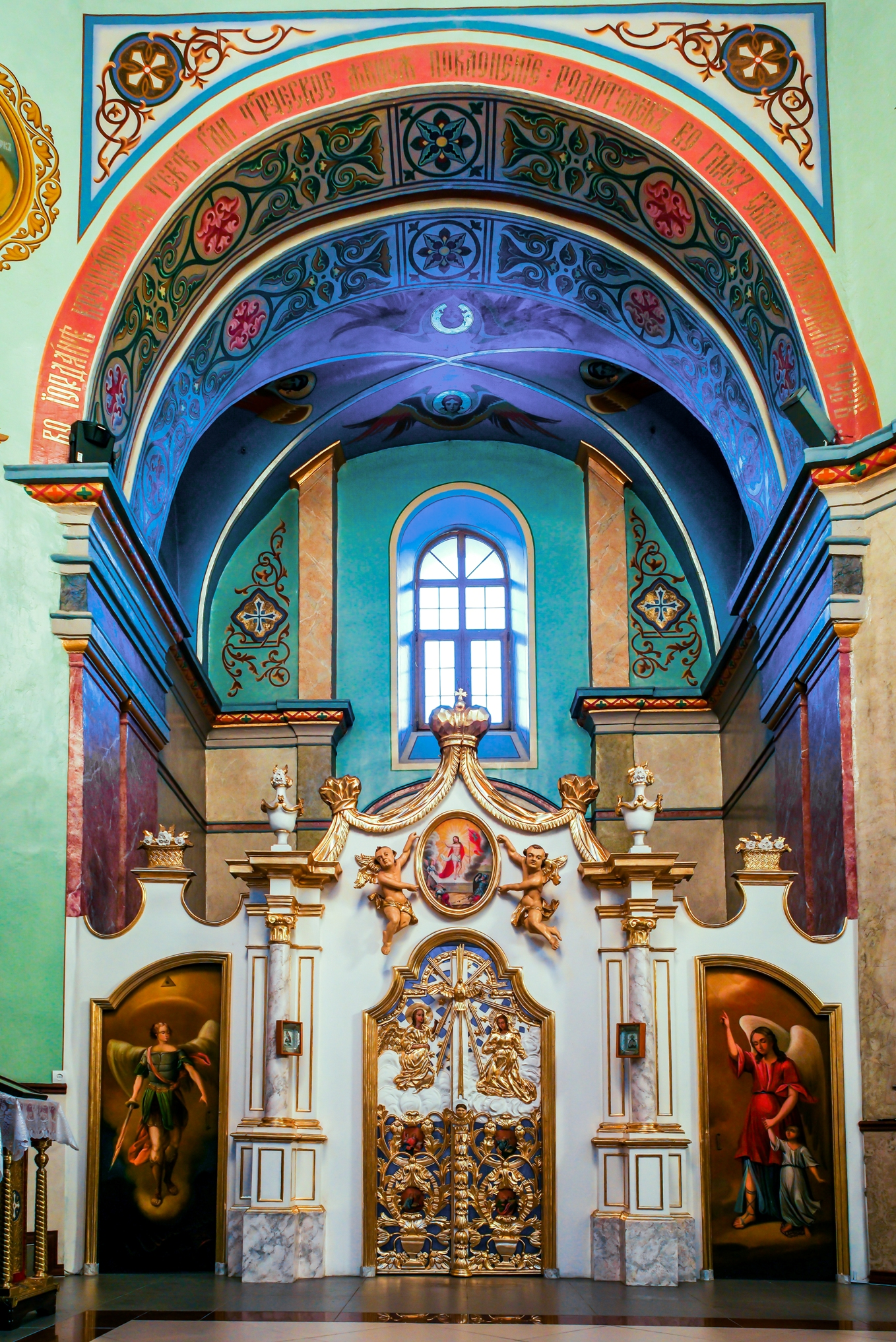
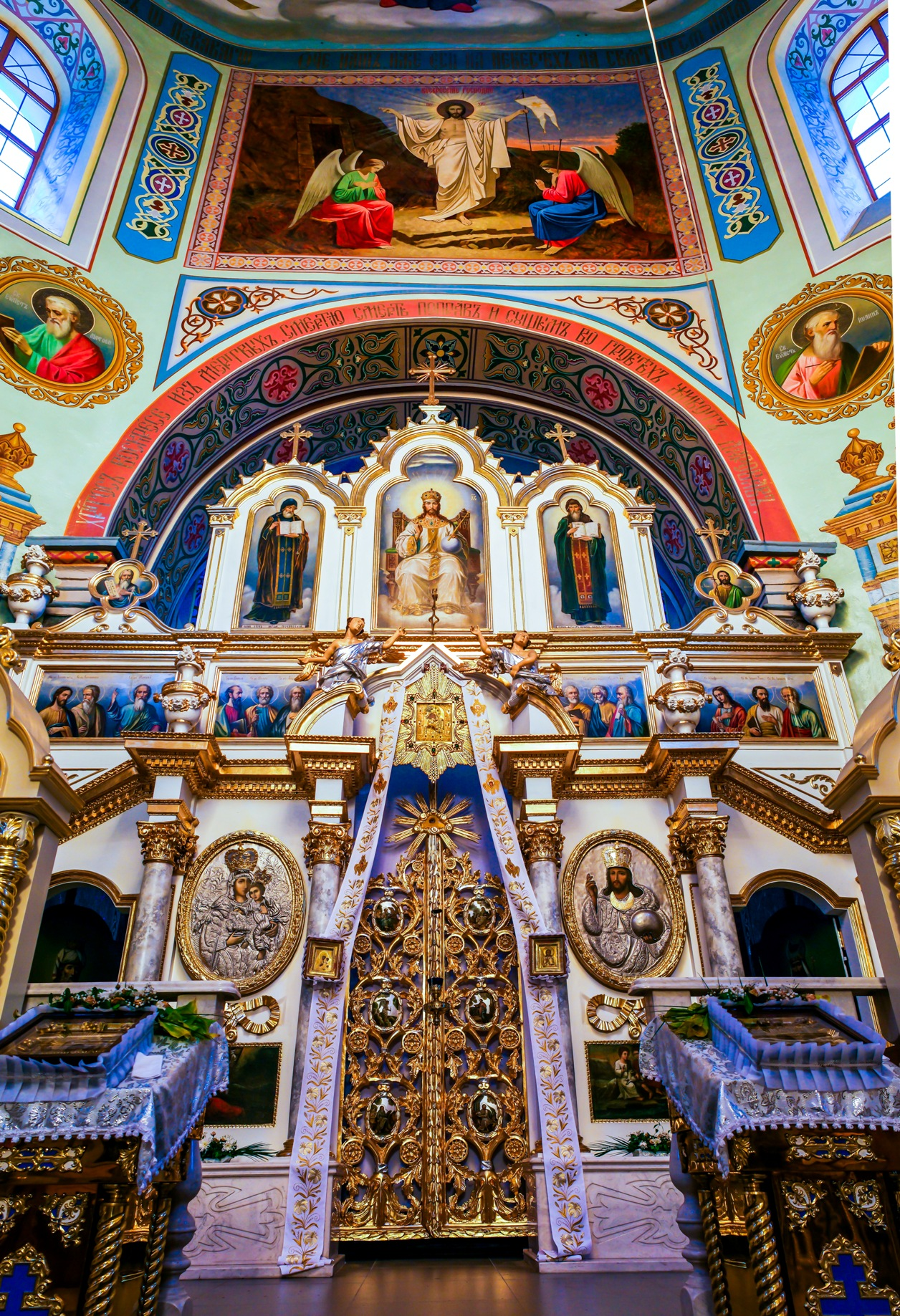
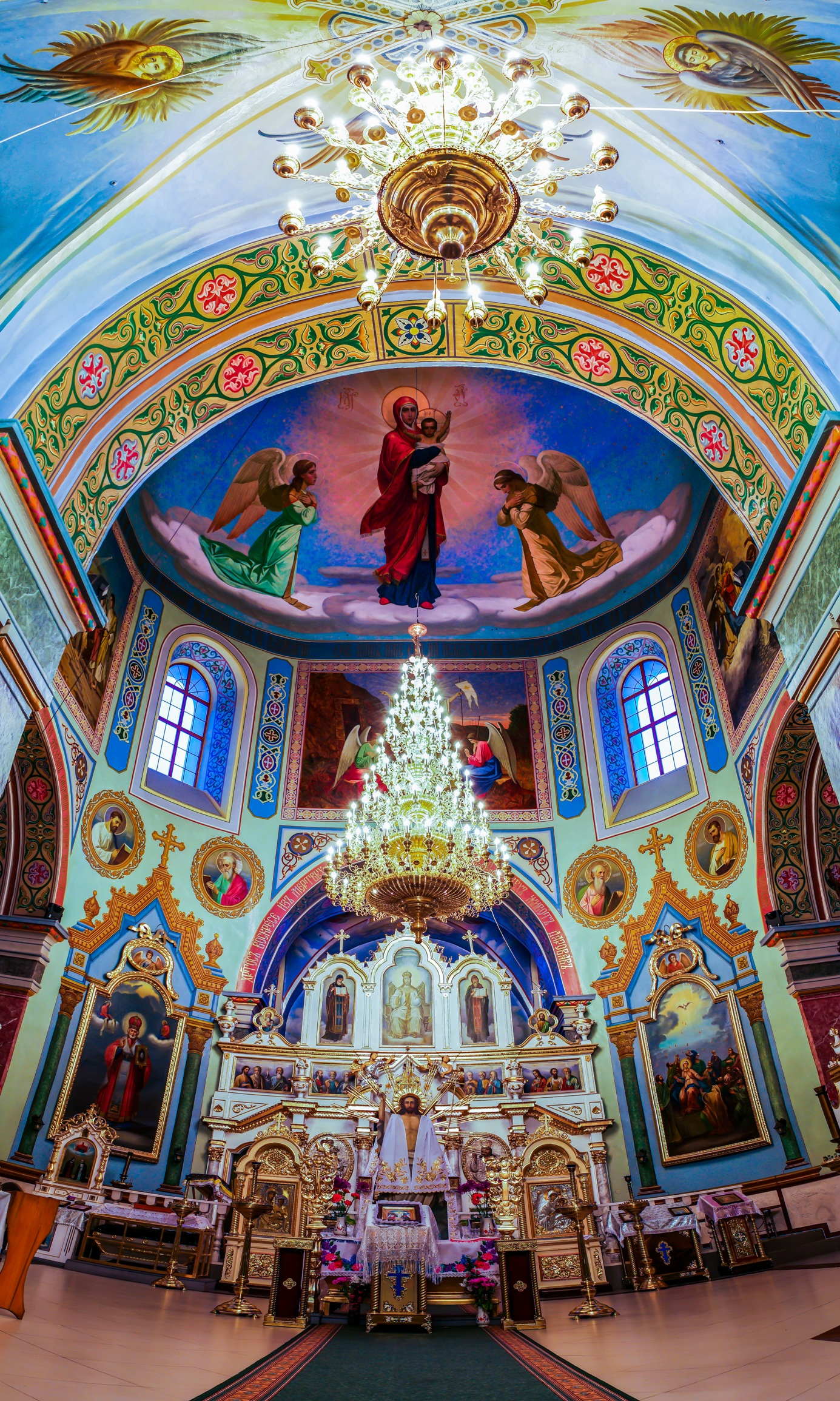
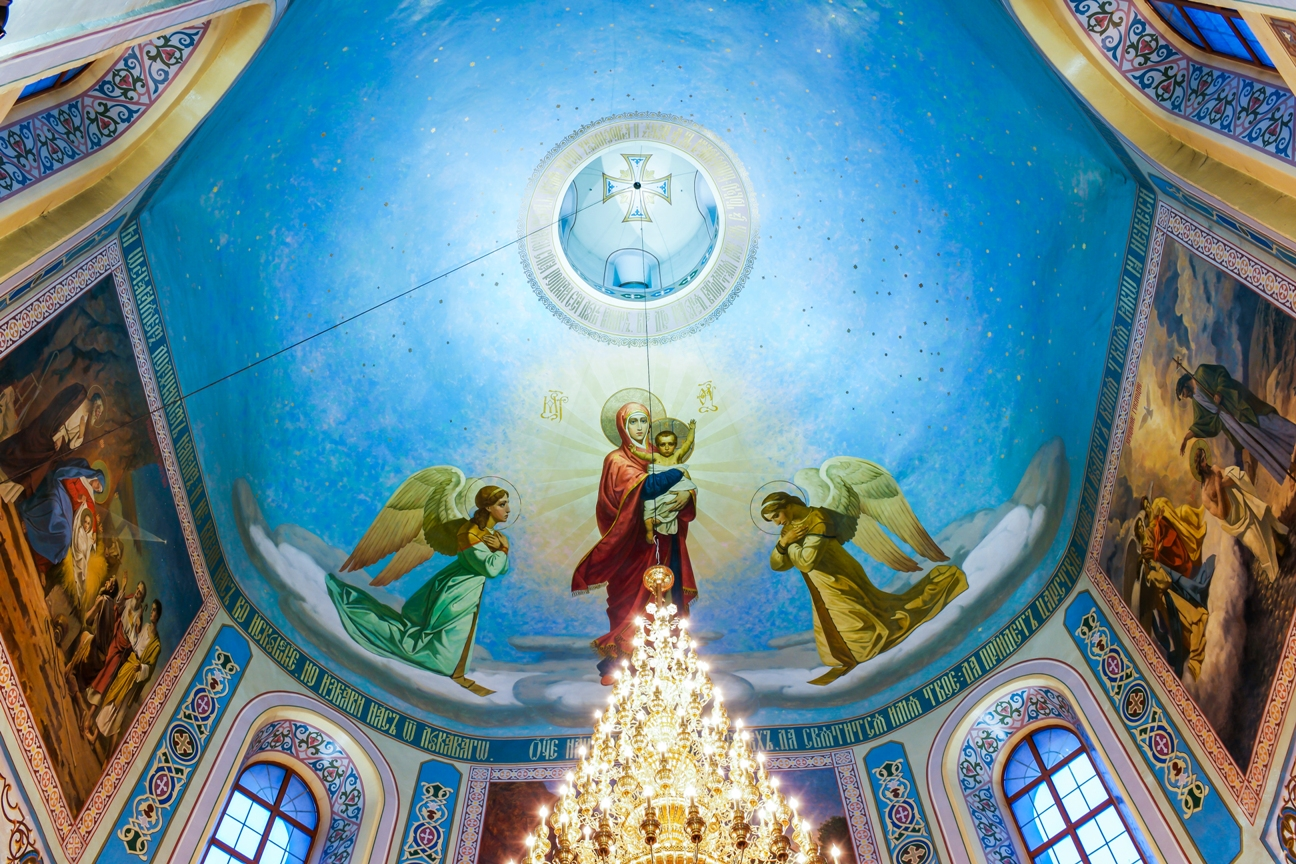
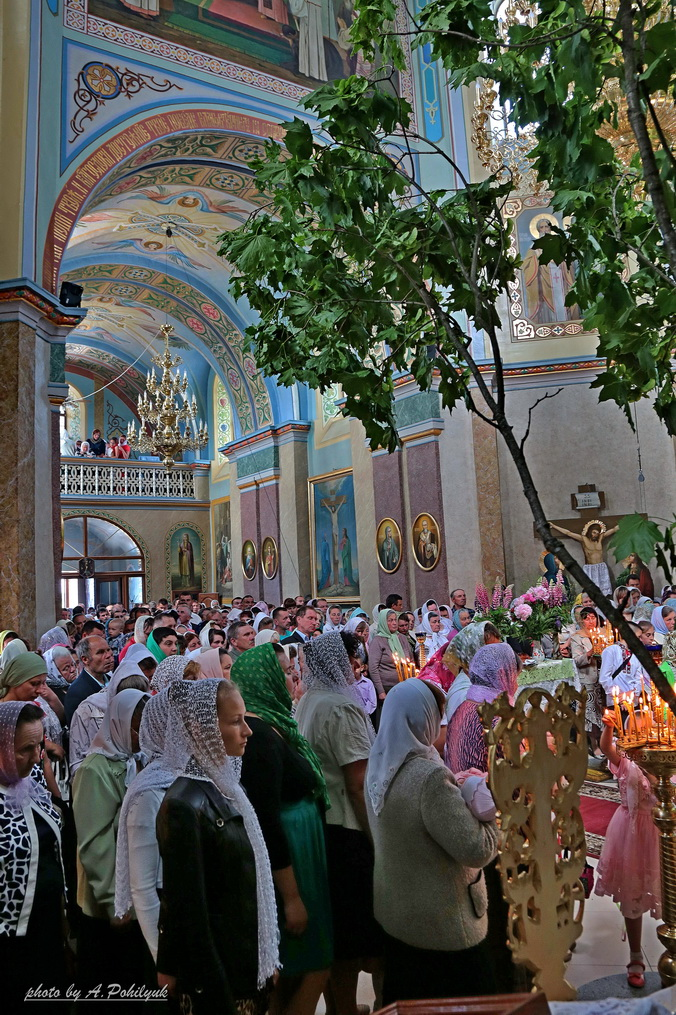
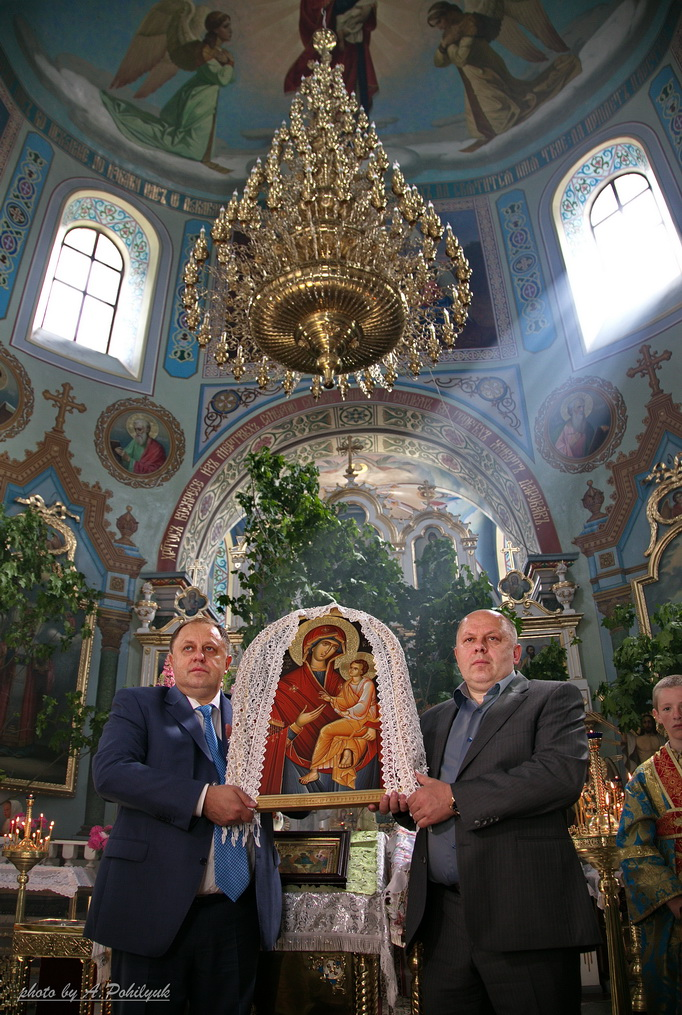
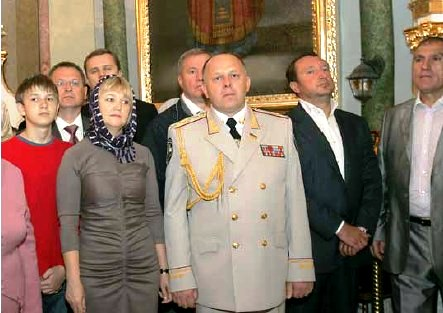
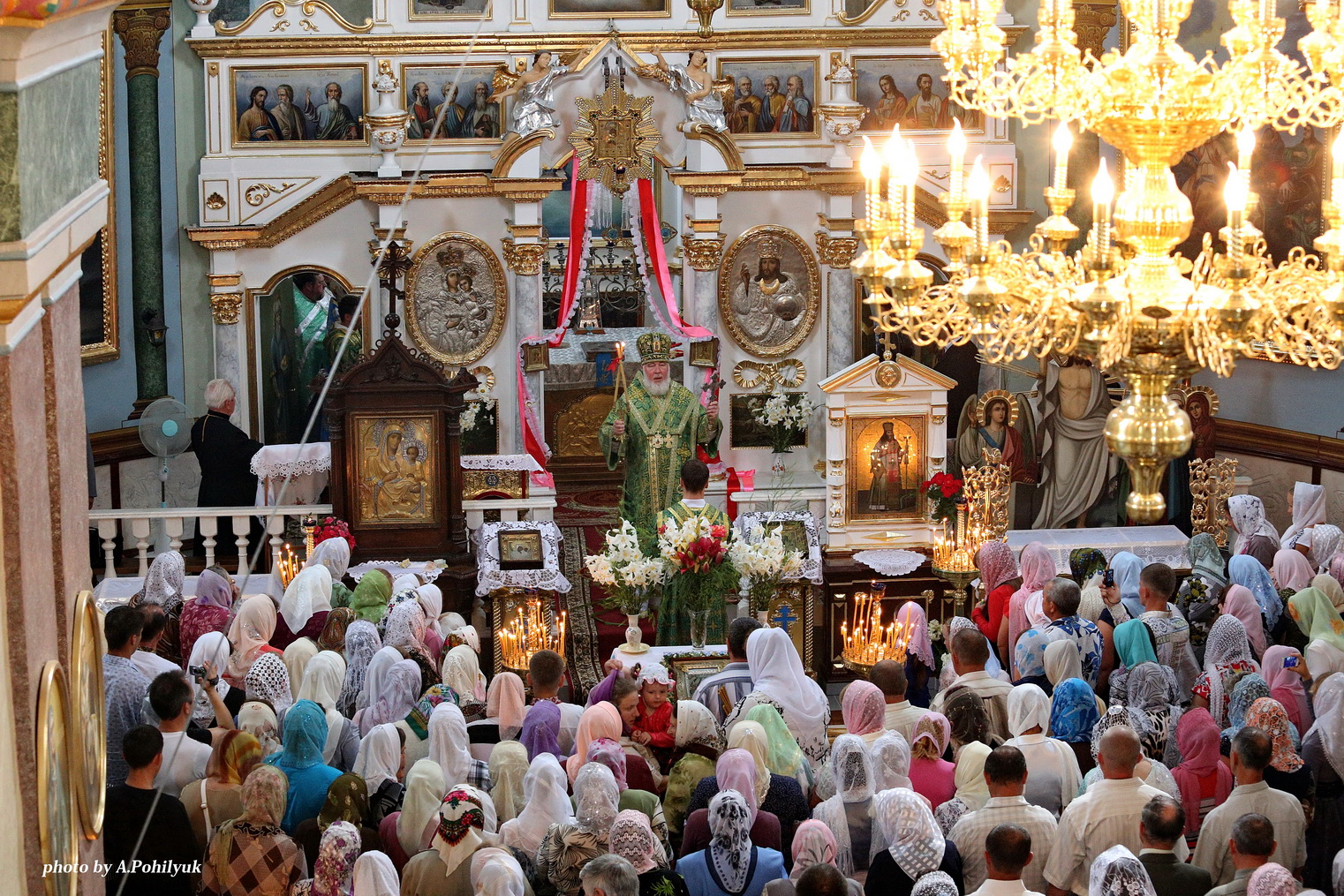
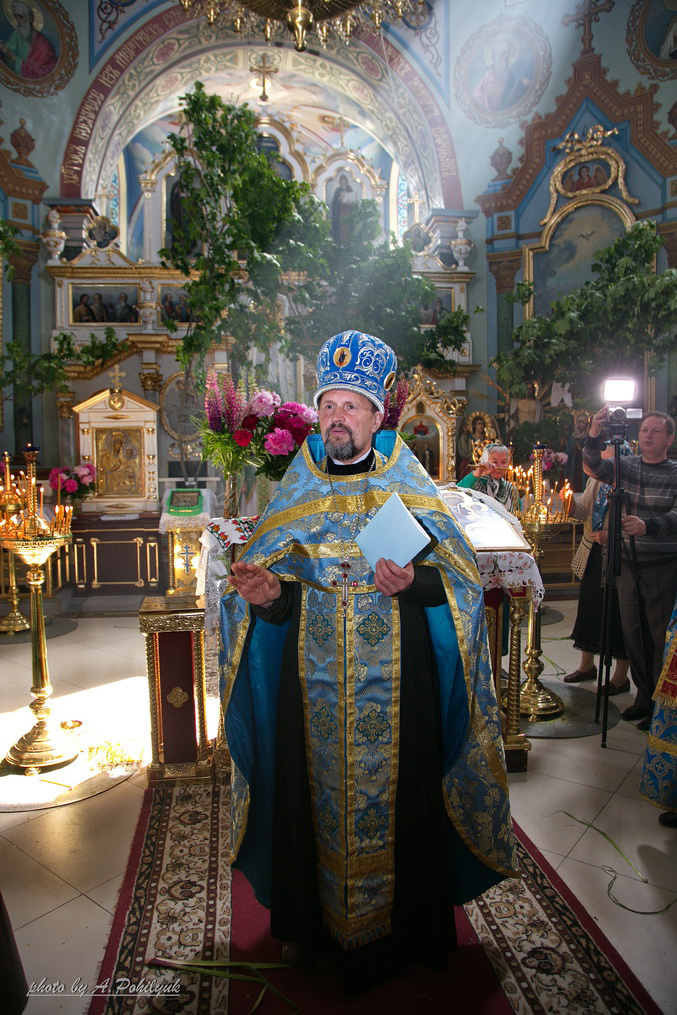
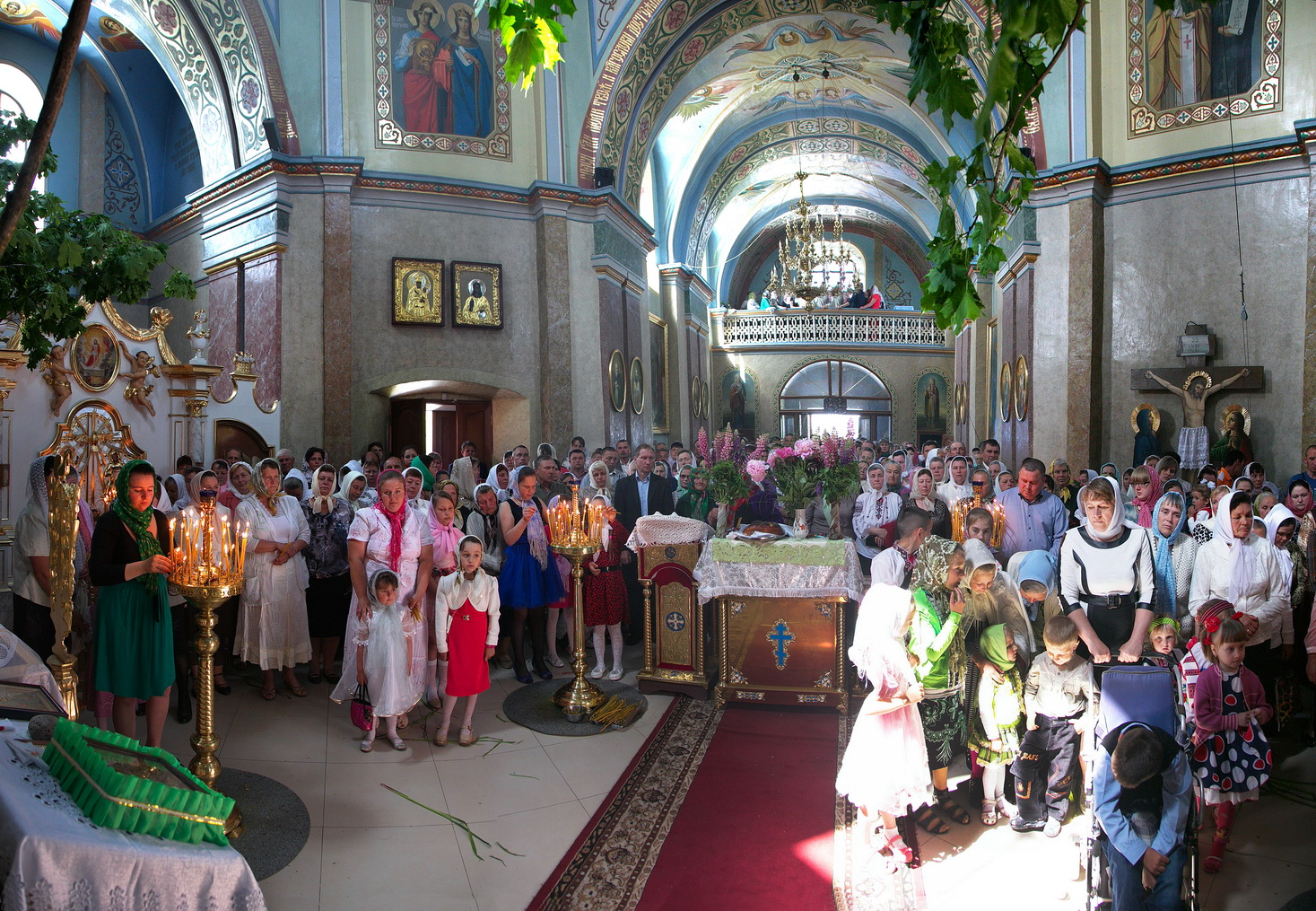
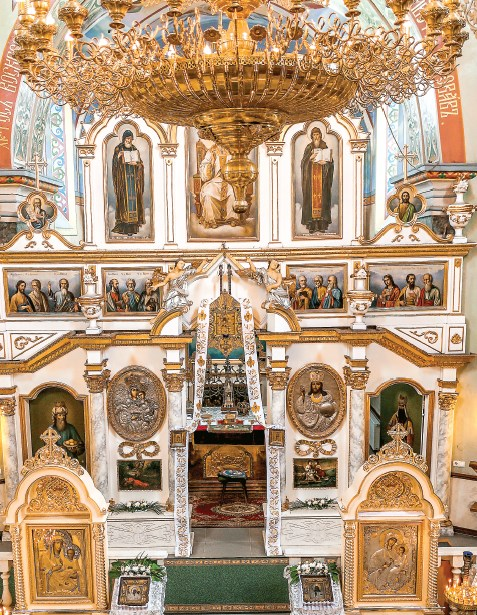
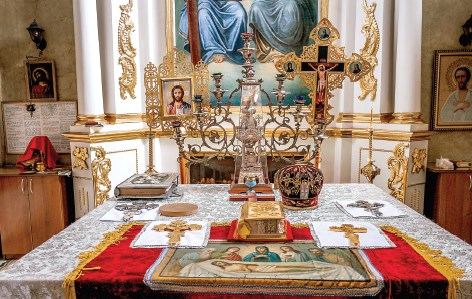
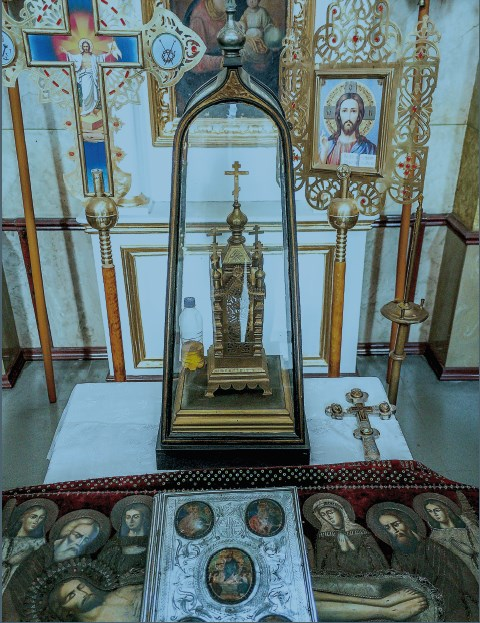
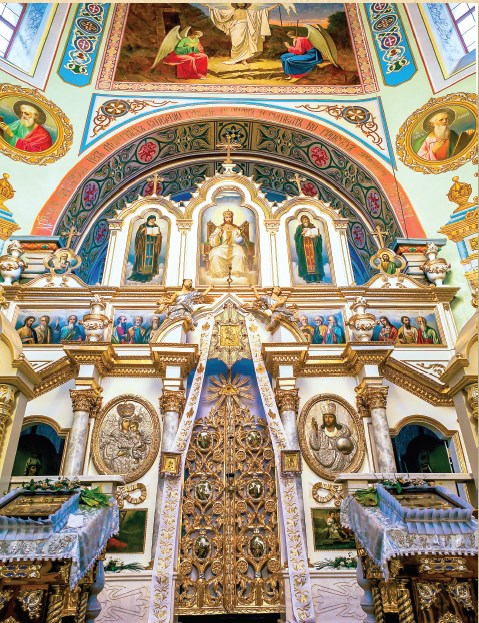
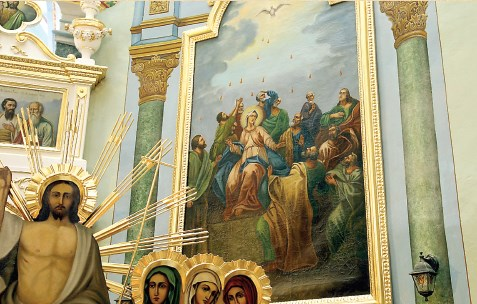
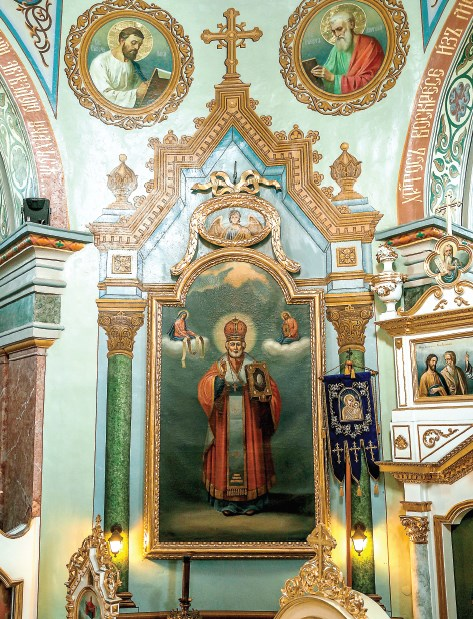
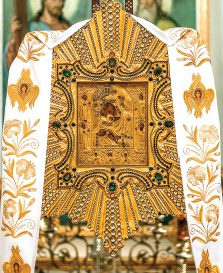
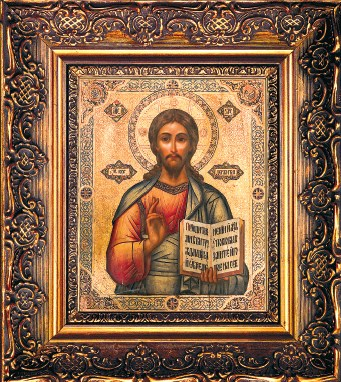
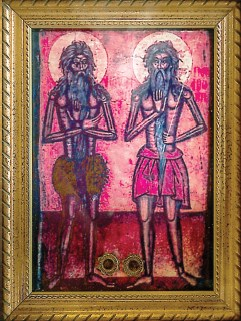
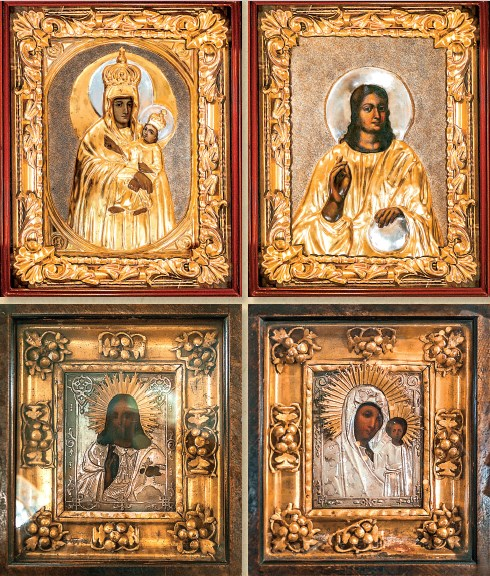
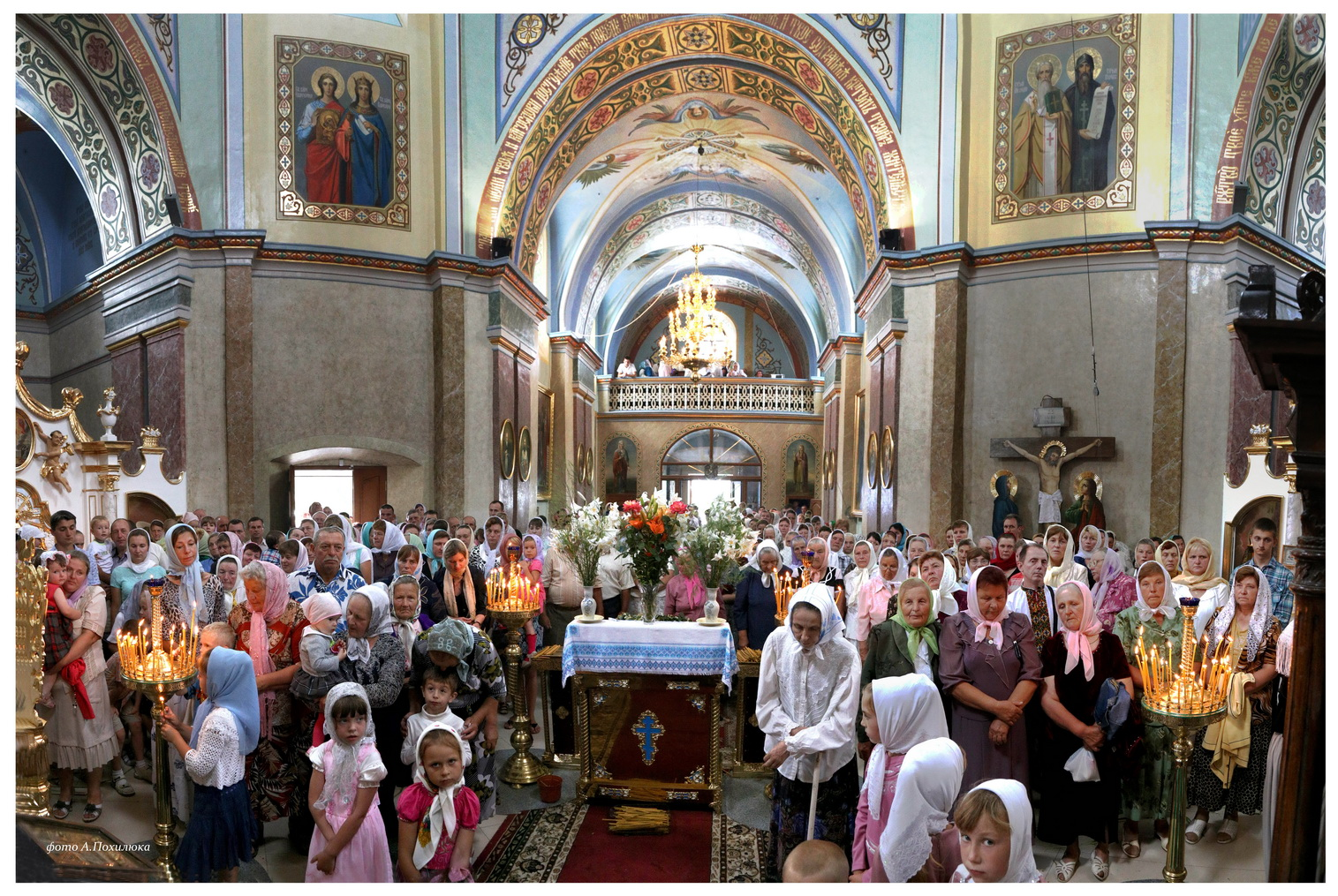
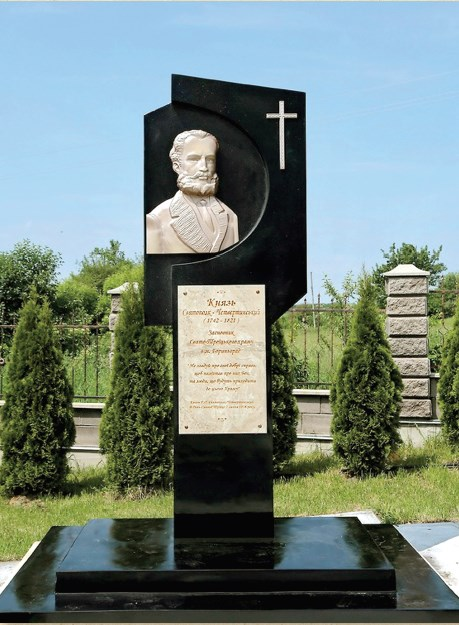
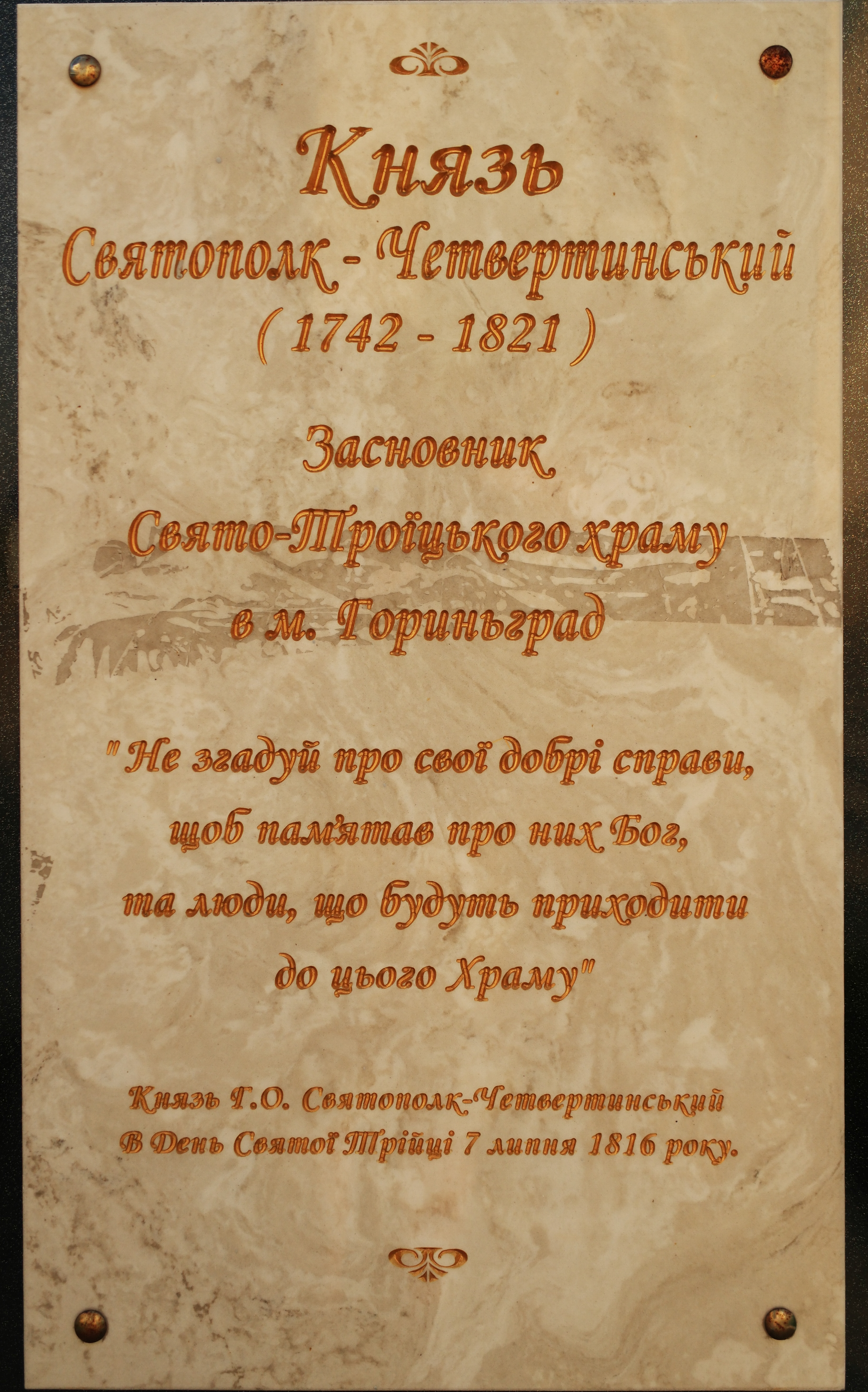
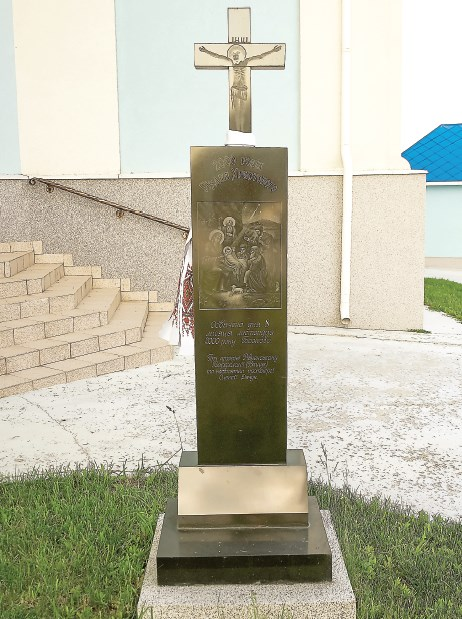
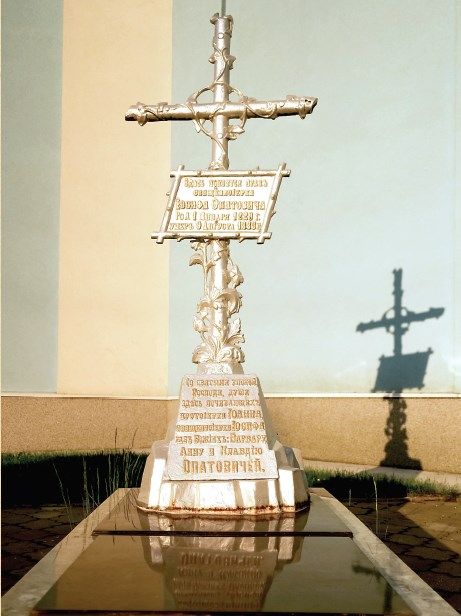
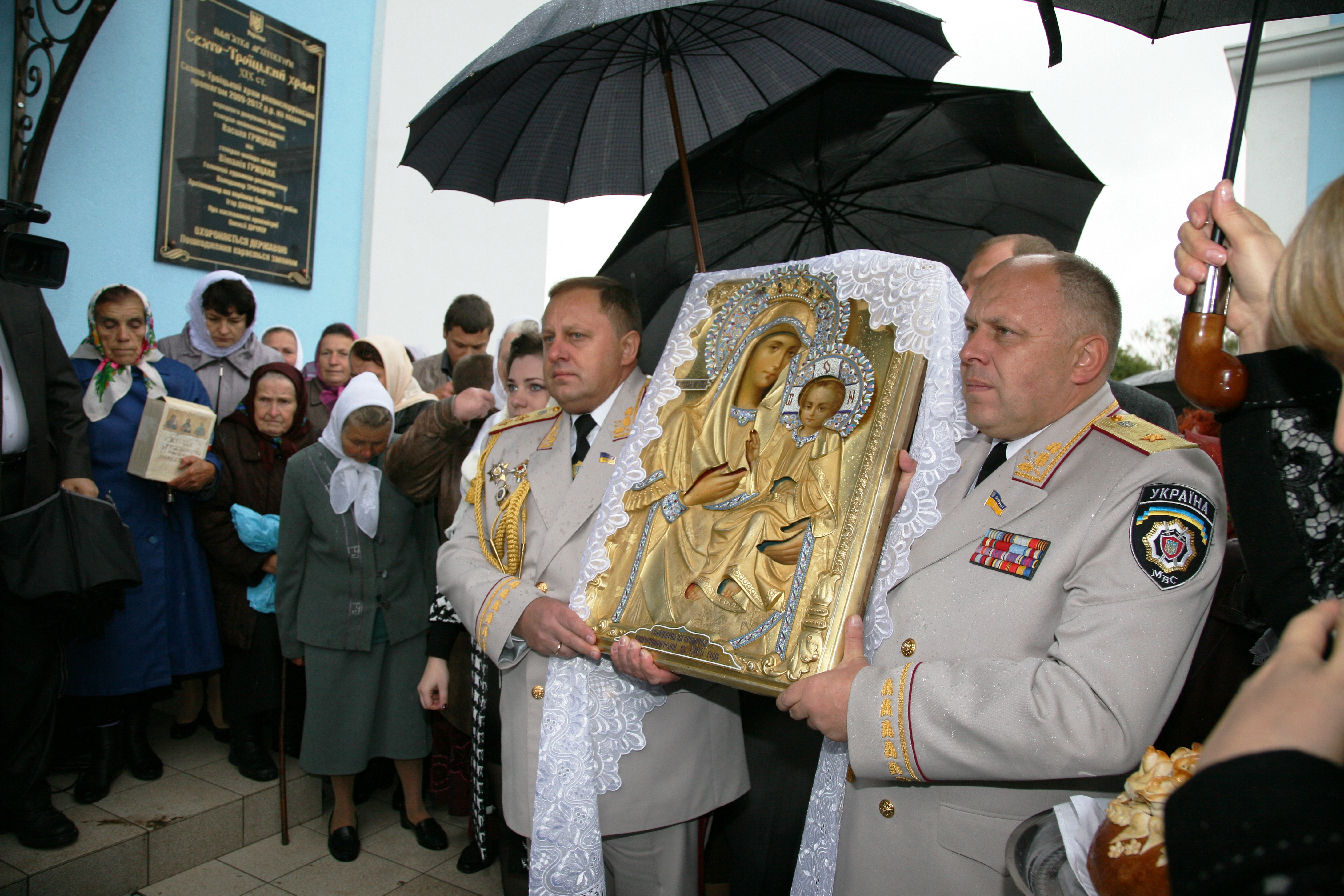
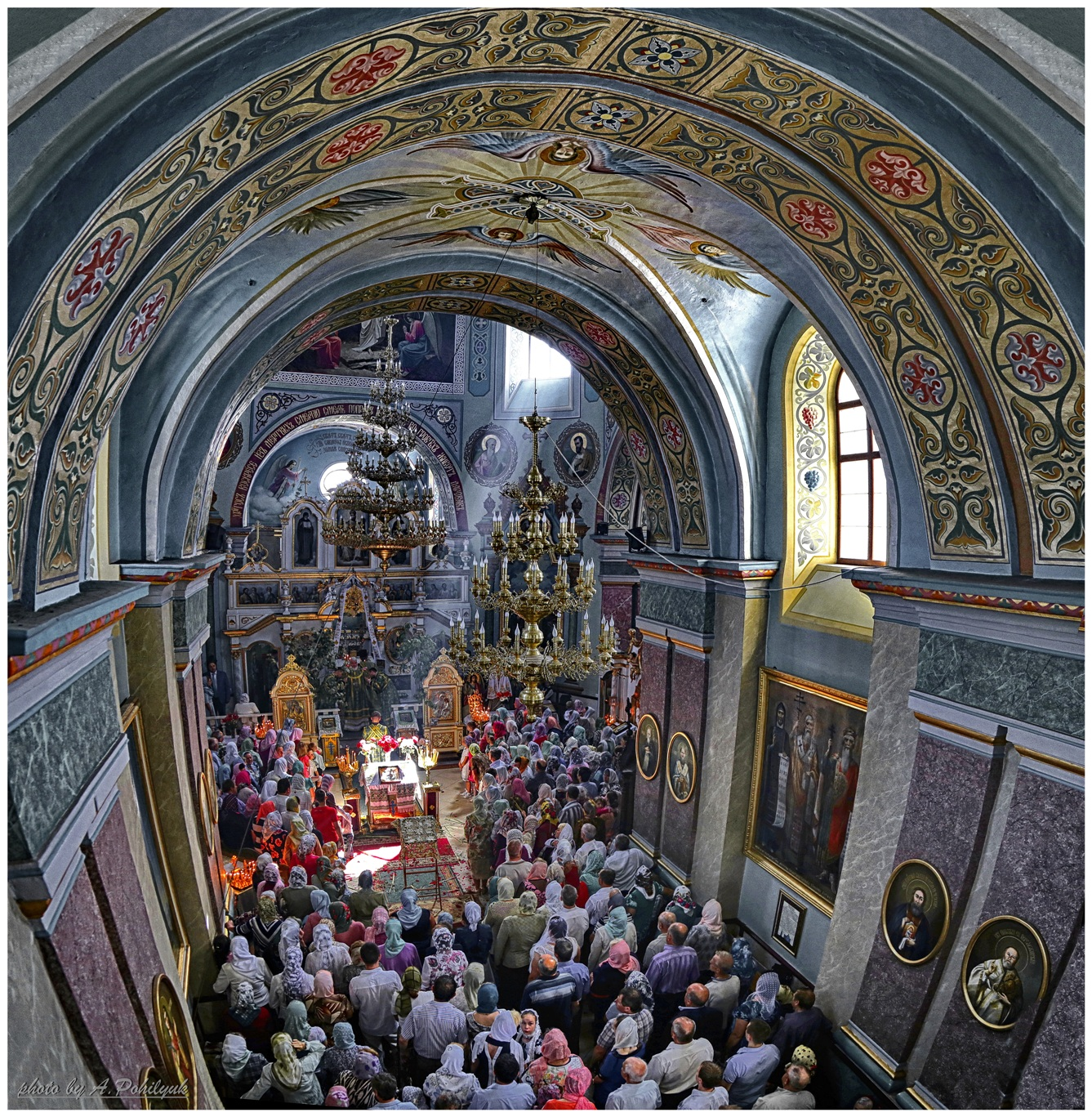
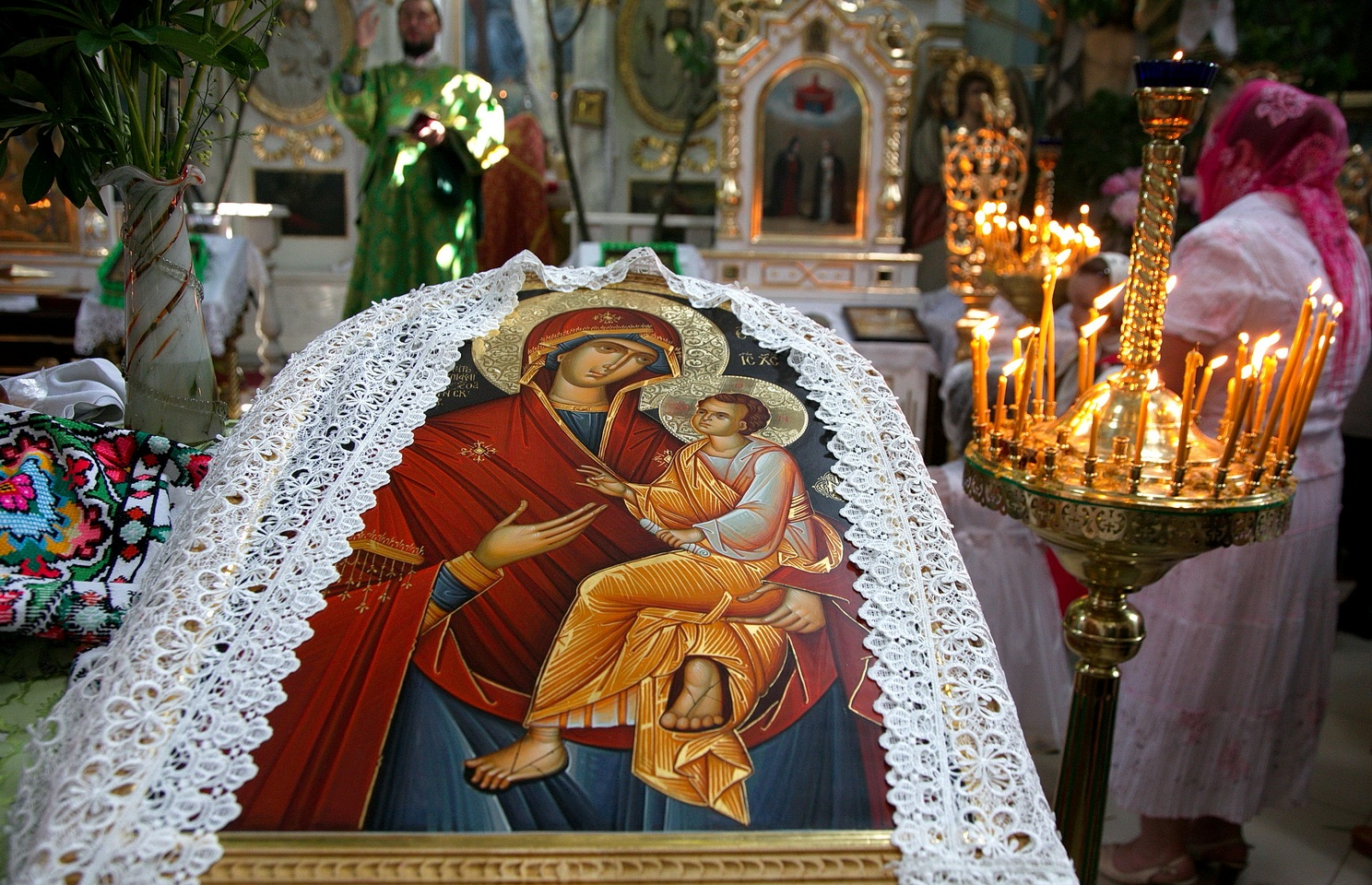
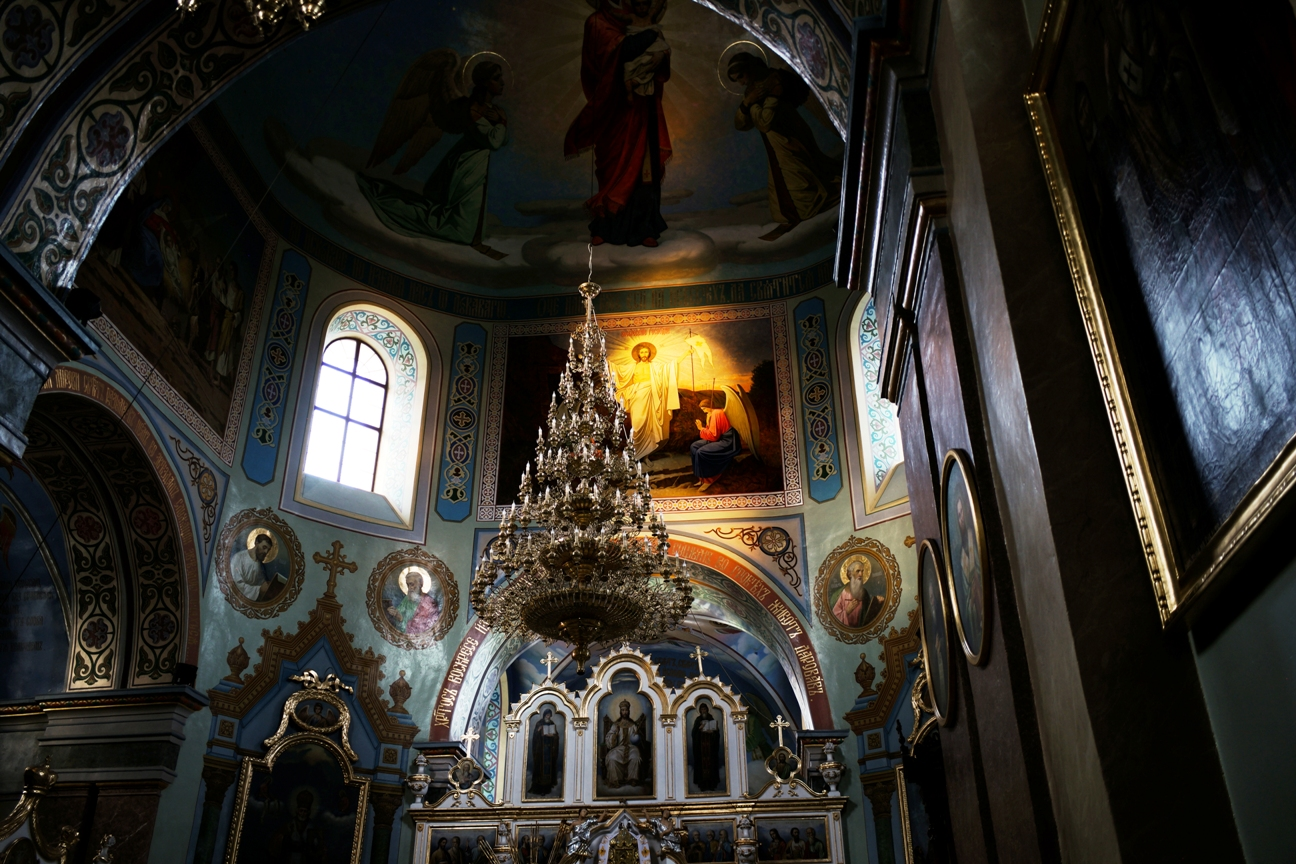
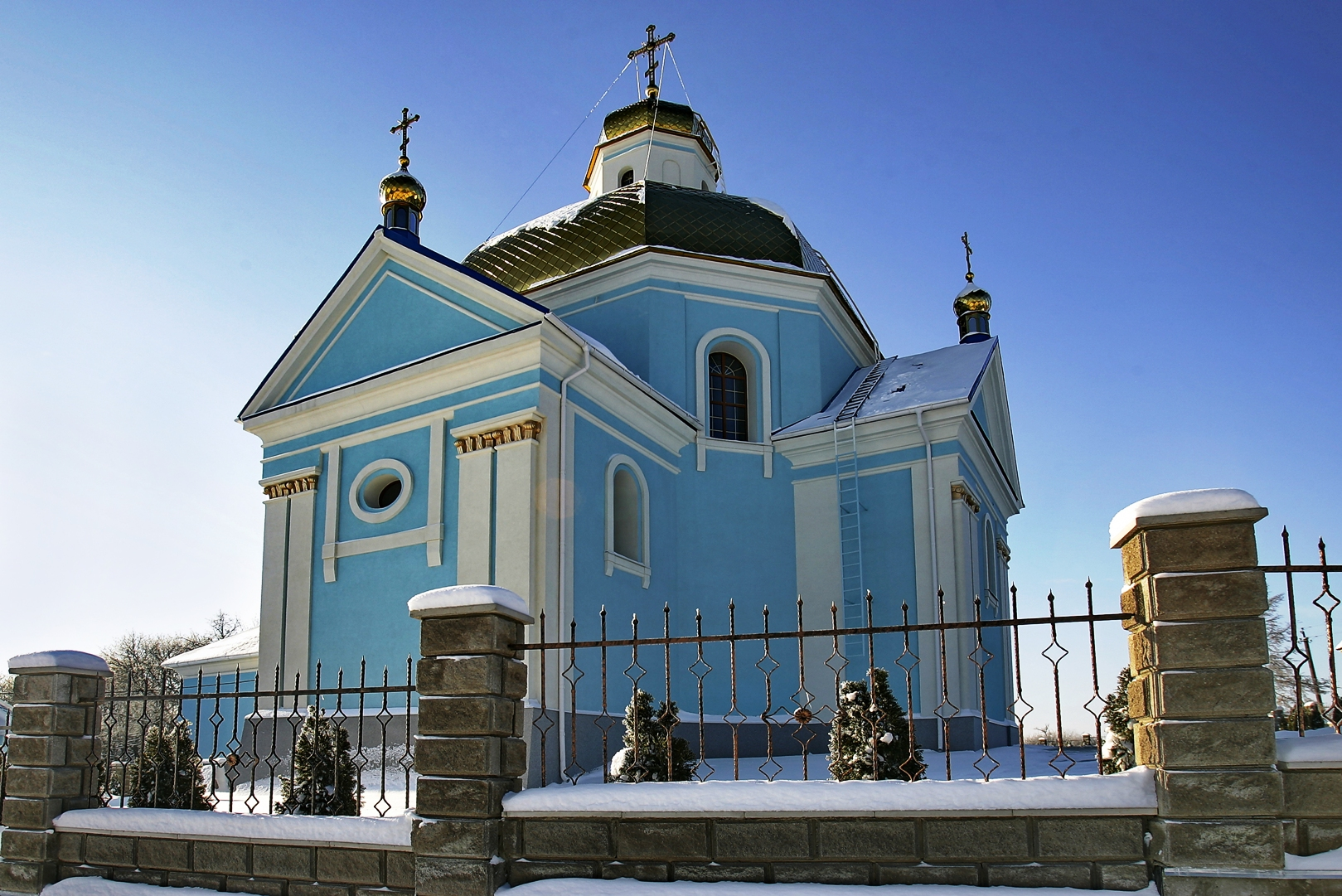
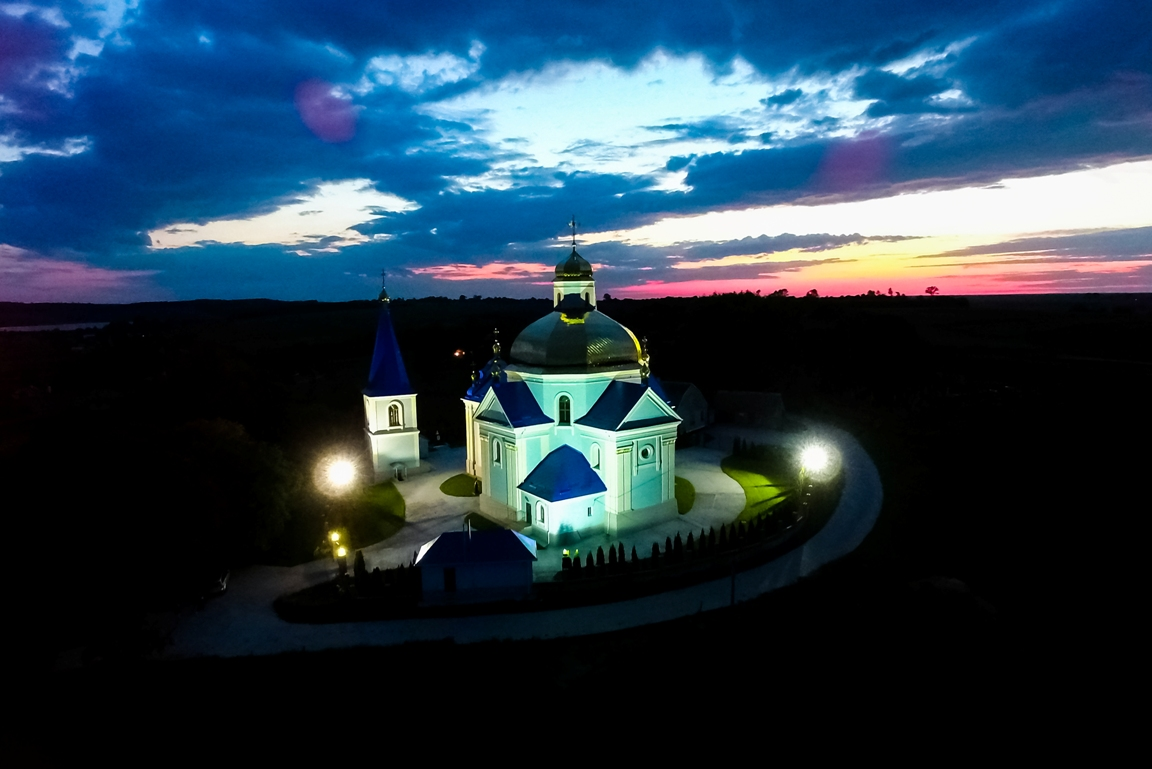
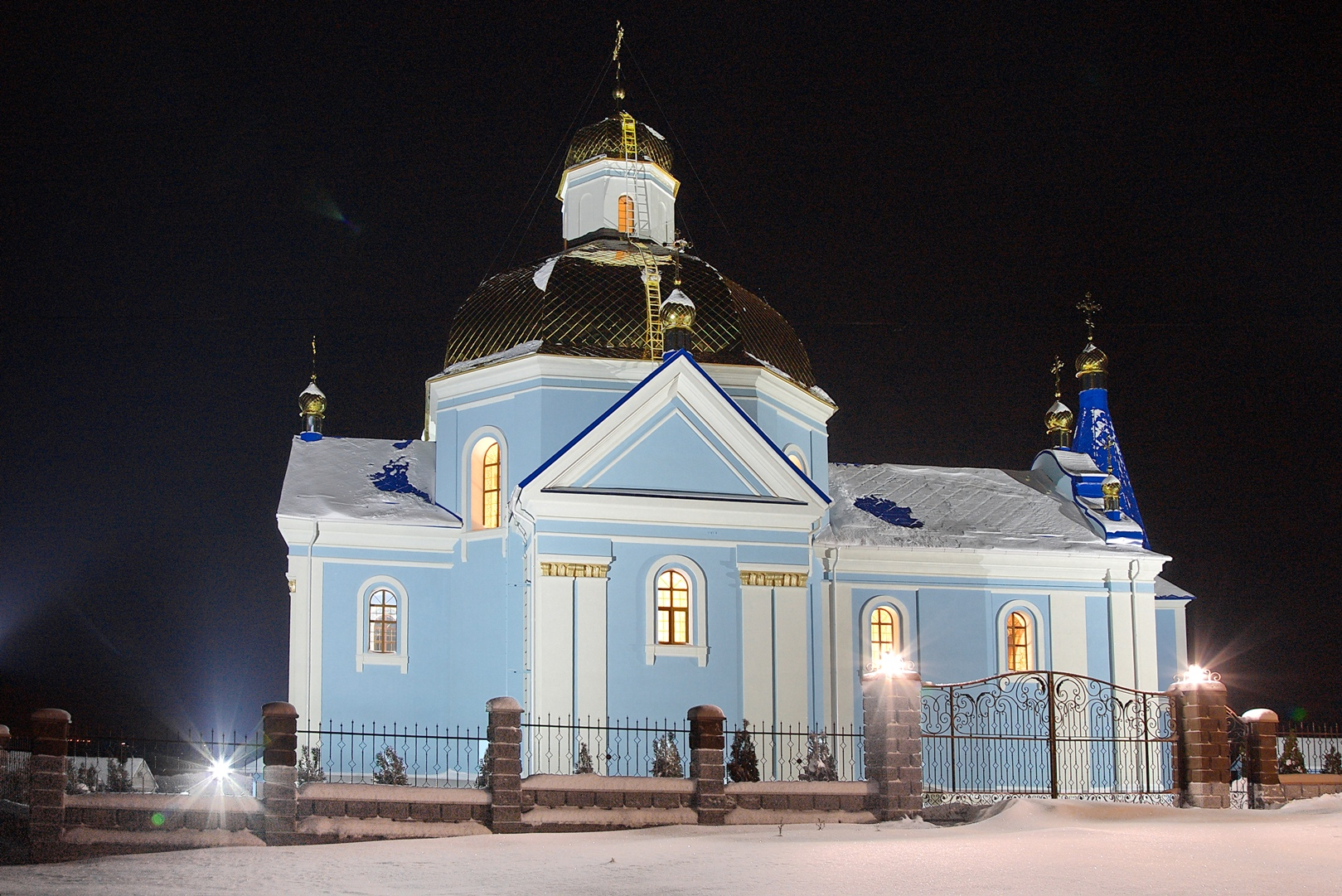